# 日本

日本国
日本国

国の標語：なし
国歌：君が代

日本国（にほんこく、にっぽんこく）は、東アジアに位置する国家。面積は377,975.64  km2（平方キロメートル） 、人口は1億2344万1000人。首都は東京都（事実上）。
通称は日本（にほん、にっぽん）。

## 概要
日本は東アジアの島国であり、北海道・本州・四国・九州の主要4島をはじめとする約1万4125の島嶼群から構成される。国土面積は世界63位であり、ほかに世界第6位の広大な排他的経済水域を持つ。起伏に富んだ地形であり、国土の75%は山地・丘陵地で、平地は比較的少ない。最高峰の富士山（3776 m〈メートル〉）をはじめ、3000 mを超える高山は国土の中央部にあたる中部地方に集中する。気候は温暖湿潤気候が中心で、四季が明瞭である。一方で外国に比べ自然災害が多く、地震や津波の被害を受けやすい。国土の67%が森林で、固有種6342種を含む多様な生物相を有する。（→#地理）
日本列島には約3万8000年前から人類が住み始め、紀元前10世紀頃から稲作がはじまった。4世紀末までにはヤマト王権が列島の大部分を支配するようになり、伝承上、その王権が現在の皇室とつながっている。8世紀ごろまでには律令国家としての体制が整った。また、この頃から国号として「日本」が用いられるようになった。律令制は平安時代にはおおむね失われ、荘園および在地勢力の発達にともない、政治の実権は武士に移っていった。武家は鎌倉幕府・室町幕府のような政権を築いた。戦国期の動乱を経て成立した江戸幕府は強固な幕藩体制を築いたが、明治維新を経て天皇親政の新政府が樹立され、のちに立憲政治が採用された。日本は積極的な近代化政策のもと国力を伸長させたが、第二次世界大戦に敗北したのち連合国軍に占領された。戦後日本はサンフランシスコ講和条約を経て主権を回復し、高度経済成長期を経て先進国・経済大国へと伸長した。（→#歴史）
1947年施行の日本国憲法に基づき、天皇は「日本国および日本国民統合の象徴」として位置づけられている。立法府として、衆議院と参議院の二院からなる国会を有する。行政権は内閣に属し、内閣総理大臣を中心に運営される。司法権は裁判所に属する。また、憲法をふくむ六法を中心とする法体系を有する。地方公共団体は、47都道府県と1718市町村、23特別区からなる。国際連合や主要国首脳会議などに参与するが、外交は日米関係を基軸とするものとなっている。防衛力として自衛隊を有するほか、在日米軍が駐留する。日本国憲法にて、戦争の放棄が定められている。（→#政治）
日本は名目GDPと購買力平価で世界第4位、労働力人口は世界8位である。日本は世界最大の債権国で、対外純資産残高が高い一方、国債発行額がGDPの248%に達している。工業は、日本のGDPの27.5％を占め、特に自動車産業が有力である。一方で、1970年代から1980年代にかけてポスト工業化が進展し、2021年時点で第三次産業は日本のGDPの69.5％を占めている。日本には多くの科学技術研究者が存在し、研究開発費はGDP比で世界3位である。過去には学術論文数や特許出願で世界トップだったが、近年は研究力の低下が問題視されている。（→#産業・経済）日本の旅客輸送は鉄道が主流で、貨物は自動車が中心となっており、20,000 km（キロメートル）の鉄道網、1,280,000 kmの道路網を有する。エネルギーとしては原油・石炭が多く利用されており、輸入エネルギーへの依存度が大きい。（→#インフラ）
日本の人口は1億2377万9000人（2024年国勢調査）であり、世界12位である。都市部への集中が顕著であり、また少子高齢化が進んでいる。民族・文化的にみて比較的均質性の高い社会であるといわれているが、外国人人口も全体の3%を占める。日本語が事実上の公用語・共通語である。宗教は神道と仏教が中心である一方、多くの国民は組織宗教の自覚的信者というわけでもない。義務教育は9年間であり、高等教育修了率は55.6%。平均寿命は男性81歳、女性87歳であり、これは都市国家を除いて世界首位である。国民皆保険制度と年金制度が整備された福祉国家である（→#国民）。日本は美術・工芸・芸能、あるいは食文化などの文化的蓄積を有している。また、スポーツも盛んである。（→#文化）

## 国号
日本において、国号を直接かつ明確に規定した法令は存在しない。『漢書』地理志などに見られるように、古く中国においては日本列島の国家をあらわす呼称として「倭」を用いており、ヤマト王権もこれに倣っていた。しかし、『新唐書』の記述にみられるように、「倭国」は「夏の音（漢音）を習いて倭の名を悪（にく）み」、「日本」の国号を用いるようになった（他説も併記）。『続日本紀』には大宝2年（702年）の遣唐使が、唐側の用いた「大倭国」という国号を退け、「日本国」を主張したという記述があるほか、開元22年（734年）の井真成墓誌にも「日本」の国号があらわれる。国号変更の正確な時期については明らかでないものの、天武天皇治世下または少し後であるという説、あるいは大宝元年（701年）の大宝律令の成立前後であるという説などが知られている。
「日本」の読み方については、「にほん」と「にっぽん」の2通りがある。室町時代の謡曲においては日本人に「ニホン」、中国人に「ニッポン」と読ませる描写があるほか、安土桃山時代の『日葡辞書』や『日本小文典』には「にほん」「にっぽん」「じっぽん」の読みがあらわれる。1930年代には「にっぽん」に統一する試みもあったが、最終的に決定には至らなかった。両者はいずれも広く通用しており、2009年には日本政府により「どちらか一方に統一する必要はない」とする閣議決定がおこなわれている。
外名としては、英語・ドイツ語において「Japan」（英：ジャパン、独：ヤパン）、フランス語において「Japon」（ジャポン）、スペイン語において「Japón」（ハポン）などが用いられており、これらは「日本」の中国語（閩語ないし呉語）読みが、交易を通じて西洋世界に伝わったものであると考えられている。

## 歴史

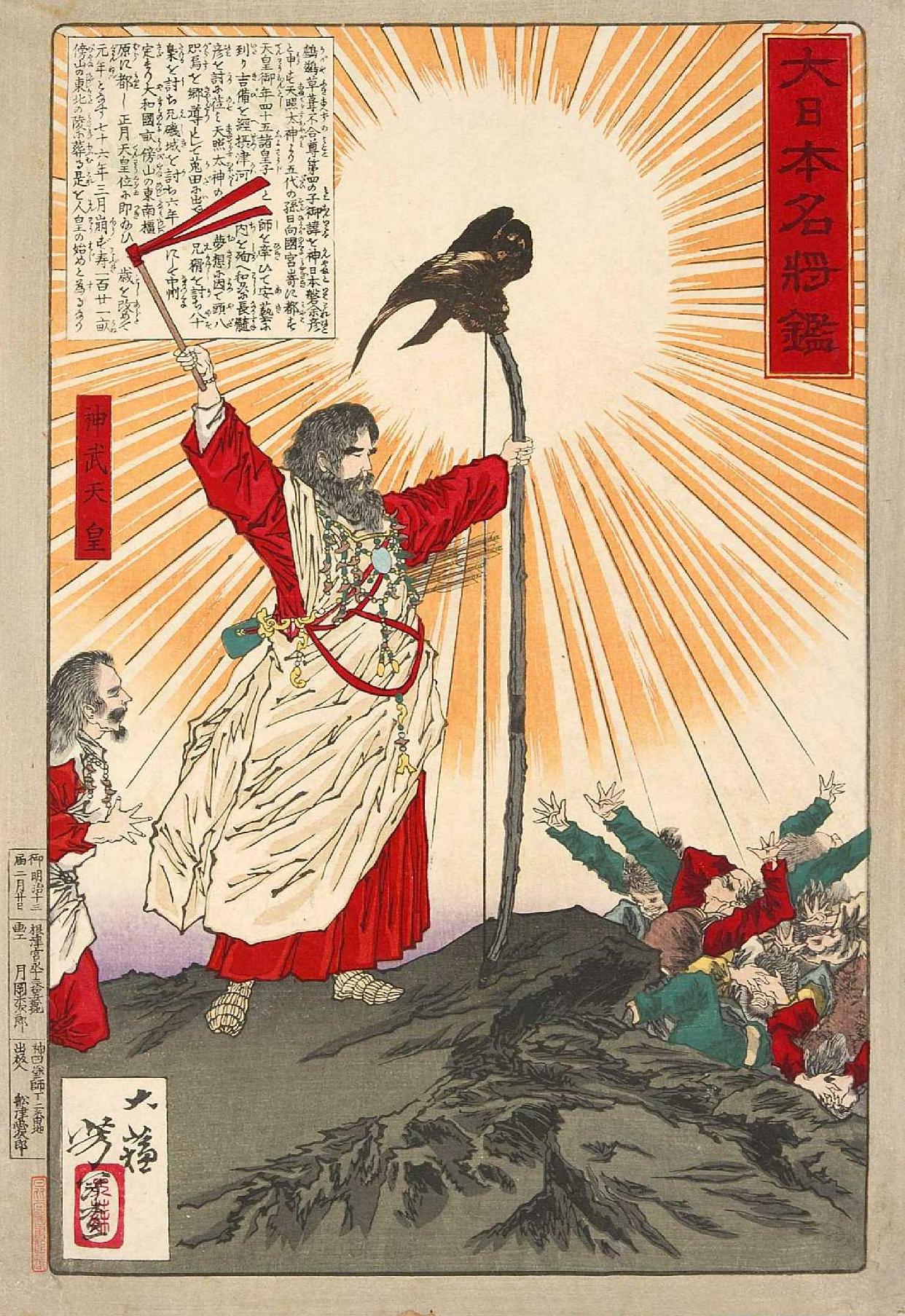
日本の初代天皇とされる神武天皇

通常、日本の歴史は、日本列島における歴史と同一視される。しかし、厳密な「日本」の成立は、国号にあるように7世紀後期であり、それまでは「倭国」と呼び記されていた。この倭国がどのような地理的範囲あるいは系統的範囲をもつ集団であるかについては史料に明確にされておらず、多くの学術上の仮説が提出されている。倭国と日本国との関係は諸説あり、「日本の歴史」と「日本列島の歴史」とを明確に区別して捉えるべきとする考えも示されている。

### 先史から古代

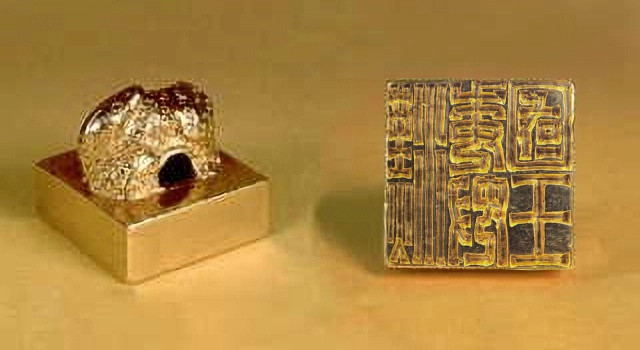
漢委奴国王印

日本列島に人類が到達したのがいつごろであるかは、定かではない。旧石器時代は前期・中期・後期の3つに分けられているが、日本列島では後期旧石器時代から始まると考える研究者がほとんどである。ホモ・サピエンスのものとして、国内で発見されている最古の遺跡は、いずれも3万8000年前のものである。1万5000年前には隆起線文土器が登場し、日本列島は1万1000年前までに本州北端（および北海道）までが縄文時代に突入する。その後、紀元前10世紀頃から福岡平野で灌漑式水田稲作がはじまり、伝統的理解においては、紀元前3世紀には弥生時代がはじまることとなる。農耕社会の首長層は2世紀中葉から大型の墳墓を築くようになり、200年前後にはヤマト王権の宮都と考えられる纏向遺跡があらわれる。3世紀中葉には箸墓古墳のような本格的な前方後円墳が登場し、多くの研究者は遅くともこの時代には古墳時代がはじまると考えている。4世紀末までにはヤマト王権は列島のかなりの部分を支配する国家となった。
ヤマト王権は中国や朝鮮の諸国との交流をもつとともに、世襲の大王（天皇）と氏姓制度を中心とする国家を確立した。6世紀頃には仏教が伝来したほか、隋・唐の東方進出に圧迫されるかたちで国政改革の必要がうまれる。大化改新や壬申の乱を経て、701年（大宝元年）には大宝律令が完成する。このようにして、日本には中央集権の律令国家が形成された（飛鳥時代）。710年（和銅3年）の平城京遷都によりはじまった奈良時代において、日本は仏教を中心とする律令国家として運営されたものの、この時代から公地公民制にほころびがあらわれはじめ、794年（延暦13年）の平安京遷都よりはじまる平安時代にはこれが崩壊する。王朝国家となった日本においては地方政治は国司に一任されるようになり、10世紀後期には藤原氏が天皇の摂関家として政権を掌握するようになる。貴族・寺社の私有地である荘園の発達にともない、地方ではのちに武士となる在地勢力が力をつけていった。

### 中世から近世

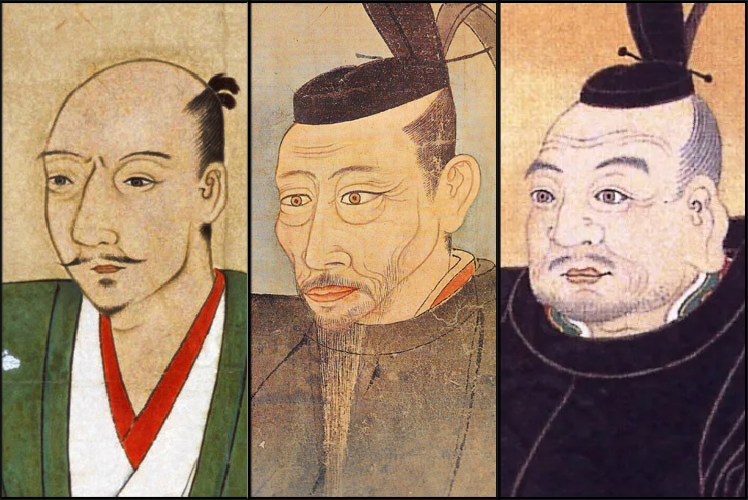
三英傑

11世紀後期には摂関家の勢力が下降し、院政期に突入する。この時代には、武士が国家的に重要な位置を占めるようになり、12世紀後期には平氏が政権を握るようになる。平氏を追討した源頼朝は鎌倉幕府を樹立し（鎌倉時代）、その死後は、御家人のひとりであった北条氏が執権として権力を握った。所領を通じた幕府と御家人の関係は、貨幣経済の発展や、元寇に対する恩賞の不十分さなどにより、困窮する御家人が多くなったことでゆらぎはじめ、1333年（元弘3年・正慶2年）には後醍醐天皇による建武の新政がはじまった。足利尊氏は後醍醐天皇を吉野に逐い、1336年（延元元年・建武3年）に自ら天皇を擁立して室町幕府を築いた（室町時代）。南北朝は1392年（明徳3年・元中9年）に解消されるものの、1467年（応仁元年）にはじまる応仁の乱を契機として地方領主は戦国大名として自立し、1573年（天正元年）にはそのひとりである織田信長により幕府が滅ぼされる（安土桃山時代）。
信長の死後、その後継者となった豊臣秀吉は日本をふたたび統一し、検地と刀狩を通して兵農分離を確立した。秀吉の死後、1603年（慶長8年）には徳川家康が江戸幕府を開いた。幕府は幕藩体制を敷いて大名を統制したほか、鎖国政策により外国との交流を制限した。17世紀後期までに幕藩体制は確固たるものとなったが、1800年代よりロシアやイギリスといった西洋諸国が日本と接触するようになり、1853年（嘉永6年）にはアメリカのマシュー・ペリーによる開国が実現する。幕府が朝廷の意向を無視するかたちで日米修好通商条約を結んだことを引き金として、長州藩や薩摩藩など西国雄藩の間で尊王攘夷運動と討幕運動が起き、大政奉還と王政復古を経て、江戸幕府は倒壊した。

### 近現代

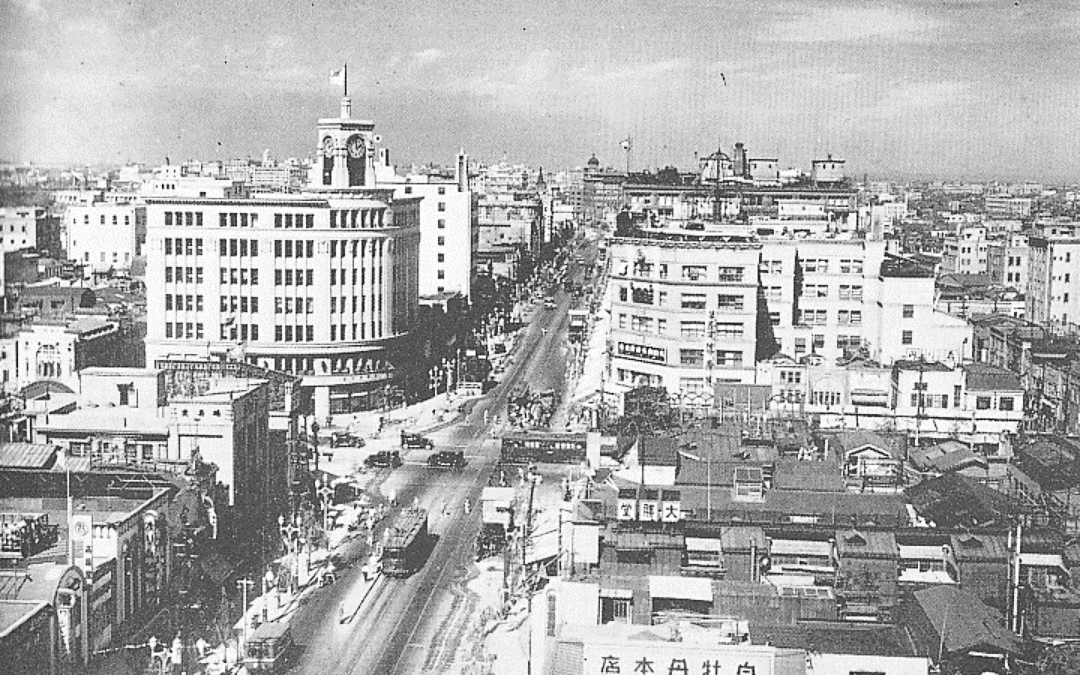
1930年代の東京銀座

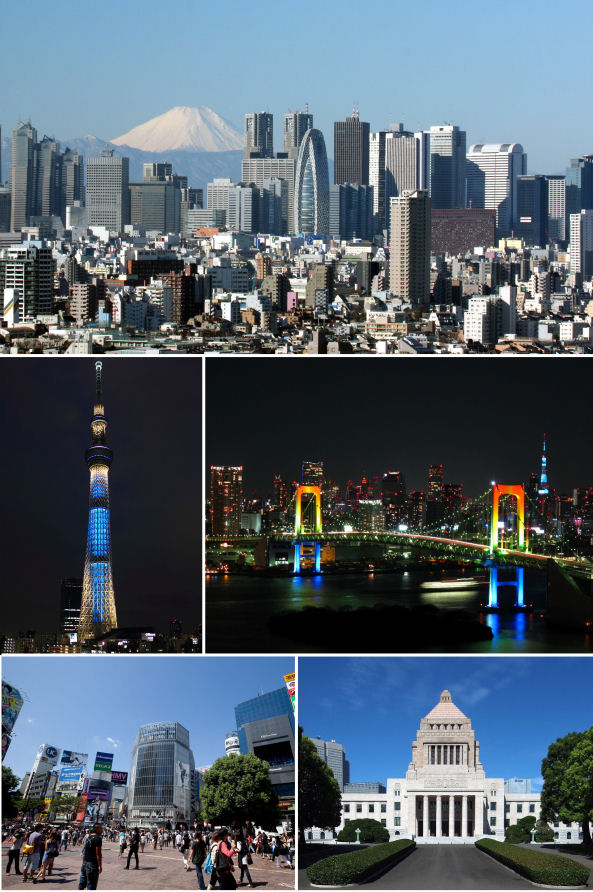
明治以降の西洋化と共に経済発展を遂げた21世紀の東京都（新宿・東京スカイツリー、レインボーブリッジ、渋谷、国会議事堂）

1868年（明治元年）の王政復古により、明治天皇を中心とした新政府が開かれた（明治時代）。新政府は積極的な近代化政策を推し進め、版籍奉還や廃藩置県を経て中央集権体制を整え、富国強兵・殖産興業を旗印に封建主義から資本主義社会への移行を推し進めた。この一連の近代化改革は明治維新と呼ばれた。1889年（明治22年）には自由民権運動をうけて大日本帝国憲法（明治憲法）が制定され、それに基づき1890年（明治23年）には帝国議会が設立され。アジア初の議会政治が始まった。
明治時代のほぼ全期を通じて、対外政策の中心課題に不平等条約の撤廃があり、欧米諸国との交渉には紆余曲折があったが、日清日露の勝利など日本の国力の伸長に伴って交渉が成功し、明治27年（1894年）に治外法権の撤廃、明治44年（1911年）に関税自主権の回復を果たして不平等条約を解消した。日清日露に勝利した日本は朝鮮への影響力を強め、1910年（明治43年）には韓国併合をおこなった。また日清・日露の間に産業革命が急速に進展し、日本資本主義の確立を見た。第一次世界大戦後の国際連盟において常任理事国の地位を確保した日本は、国際連盟規約への人種差別撤廃明記を呼びかけたが（人種的差別撤廃提案）、実現に至らなかった。
大正デモクラシーを受けて政治的・文化的発展が進み、政党政治の慣例の確立や普通選挙法成立など民主主義の発展が見られたが、昭和初期の世界恐慌とそれに続くブロック経済化の中で五・一五事件や二・二六事件、政党の汚職事件などに揺れて政党政治が後退、軍の影響の強い挙国一致内閣が常態化した。満州事変に続き日中戦争を経て第二次世界大戦で枢軸国として参戦、連合国軍と太平洋戦争で対決し、1945年8月に日本の降伏に至った。
連合国占領中の1946年（昭和21年）に帝国議会で憲法が改正され、国民主権、基本的人権の尊重、平和主義を三原則とする日本国憲法が成立。1951年（昭和26年）にはサンフランシスコ講和条約が締結されて主権を回復したが、沖縄県はアメリカ施政下となる。また同時に日米安保条約を締結した日本は西側諸国の一員となった。1950年代から1970年代初頭にかけての高度経済成長期を経て日本は世界有数の経済大国へと伸長した。1972年（昭和47年）に沖縄返還協定により沖縄県が日本に復帰した。1989年（平成元年）には平成時代がはじまったが、この時代に日本経済は停滞をはじめた。2019年（令和元年）には、平成から令和への改元がおこなわれた。

## 地理
日本は、東アジアに位置する島国であり、東および南は太平洋、西は日本海と東シナ海、北はオホーツク海に面する。北東から南西にかけて広がる島嶼群から構成され、総体ではおよそ14,125島から成る。北海道・本州・四国・九州の4島が主要な島であるが、この4島に沖縄本島を加えた5島を「本土」と呼称することもある。日本は明治以来、憲法における領土規定がなく、これは比較法学の観点では特殊なものであった。
面積は、2024年10月1日時点で377,975.64 km2 であり、中央情報局の『ザ・ワールド・ファクトブック』によれば世界63位である。海岸線の総延長は35,268 m。領海は、原則として、基線からその外側12海里、国際航行に用いられる特定海域（宗谷海峡、津軽海峡、対馬海峡西・東水道、大隅海峡）については、基線からその外側3海里の線と、これに接続して引かれる線までの海域。また、基線から200海里までを排他的経済水域とする。日本は島嶼から構成されるゆえ、約4,050,000km2 におよぶ、広大な排他的経済水域を有する。これは、世界で6番目に広い。

### 地形

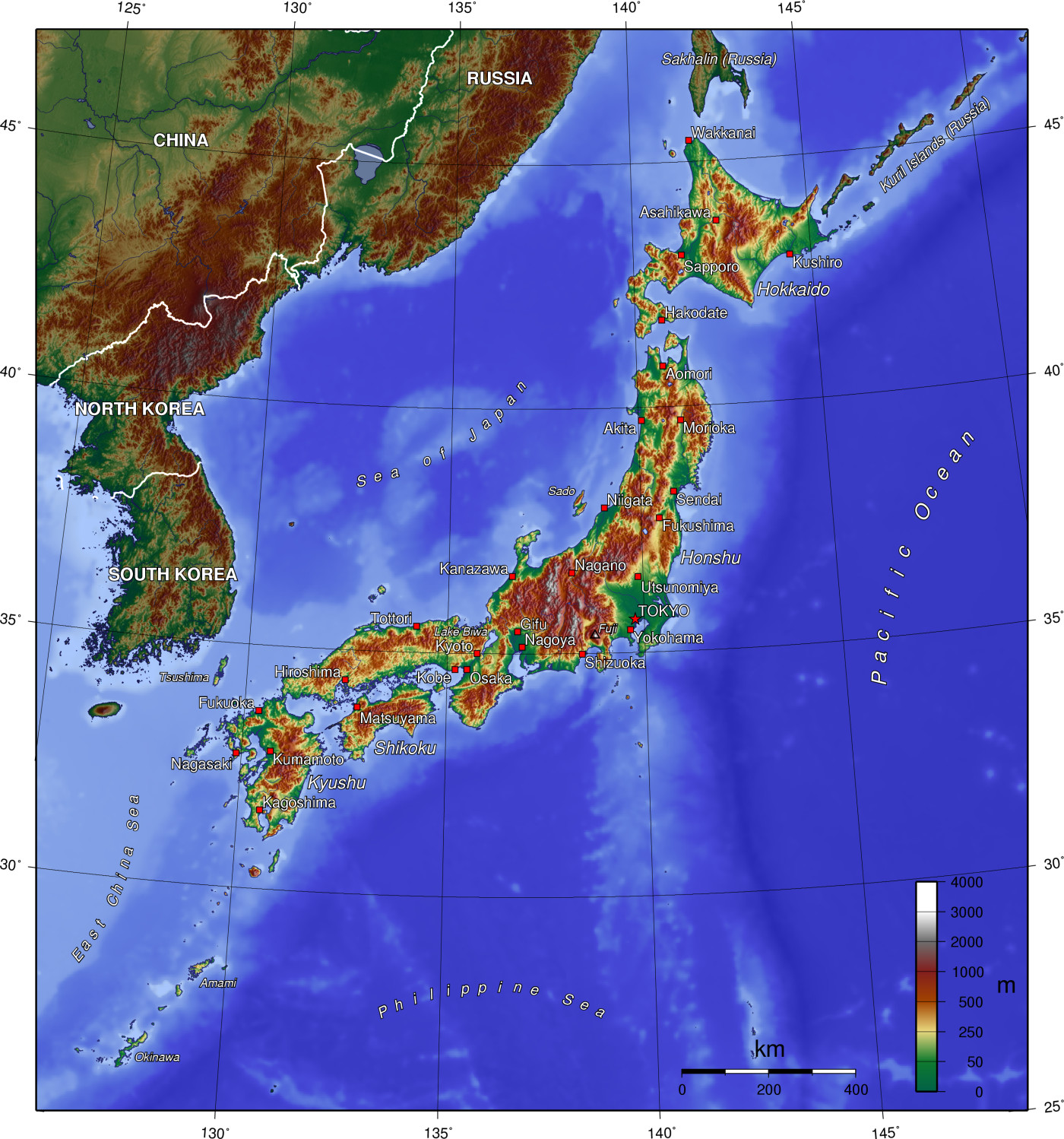
日本列島の地形図。国土は14,125の島から構成され、約70%が山岳地帯である。

日本列島は太平洋に向かって弓状に張り出すような形をしており、地形学的には東日本島弧系（千島弧、東北日本、伊豆・小笠原弧）と西日本島弧系（西南日本、琉球弧）に大別される。これらの島弧-海溝系は、日本列島付近に位置する太平洋プレート・フィリピン海プレート・北アメリカプレート（オホーツクプレート）・ユーラシアプレート（アムールプレート）の沈み込みによって成立したものとして理解されている。
地形は概して起伏に富み、国土の75%が山地である。これらの標高は、中部地方周辺では3,000 mに達する。同地域を南北に走る、特に高峻な山脈である、飛騨山脈・木曽山脈・赤石山脈を日本アルプスと総称する。これらの山脈は、東北日本、西南日本、伊豆・小笠原弧の接合部付近に位置する凹地帯であるフォッサマグナの西縁でもある。日本の最高峰は標高3,776 mの富士山であり、伊豆・小笠原弧の北部に位置する成層火山である。平野・盆地はほとんどの場合小規模であり、各地に散在する傾向がみられる。最大の関東平野をはじめとして、国内の多くの平野はテクトニックに沈降する盆地を堆積物が埋め立てることによって成立することが多い。
日本列島は環太平洋火山帯に沿っているため、地震・津波・噴火といった自然災害が多い傾向にある。2016年の『World Risk Index』によれば、日本の自然災害リスクは世界で17番目に高かった（世界の自然災害リスク順リスト）。日本には111の活火山が存在する。また、しばしば津波をともなう大地震が数十年に一度程度発生し、1923年の関東大震災においては140,000人が死亡した。より近年の例としては、1995年の阪神・淡路大震災や、2011年の東日本大震災があった。

### 気候

日本におけるケッペンの気候区分（1981年から2016年の平年値に基づく）

ケッペンの気候区分において日本はほぼ温暖湿潤気候か湿潤大陸性気候に属するが、一部に例外が見られる。道南の沿岸部、青森県や岩手県の沿岸部、宮城県、山形県、福島県、栃木県、山梨県、長野県の高原の一部には西岸海洋性気候が分布する。また、群馬県の一部には温帯夏雨気候が存在する。富士山頂や、大雪山山頂付近 にはツンドラ気候が分布する。南西諸島南部には熱帯雨林気候、小笠原諸島の南鳥島には、サバナ気候が分布する。
世界的に見ると四季がはっきりしており、中国や朝鮮半島同様、気温の年較差と日較差が大きい。また、降水量が多いこと、梅雨や秋霖の影響で降水量の年変化が大きいことが特徴として挙げられる。
日本の気侯は、太平洋側か日本海側かで大きな違いが見られる。日本海側では、日本海の上を越えてくる北西の季節風により、冬に雪や雨が多く、太平洋側では、太平洋から吹き込む 南東の季節風により、夏に雨が多い。また、瀬戸内海沿岸や中央高地では年中降水量が少ない。また、南北に長い日本では、緯度による気候の差異も大きい。

### 生物相
日本の面積のうち、67%を森林が占める。日本では2019年現在90,000種以上の生物種が確認されており、6,342種が固有種である。日本は、36か所ある生物多様性ホットスポットの1つに選定されている。国内には53か所のラムサール条約登録地が存在するほか、世界自然遺産も5件登録されている。
日本の植物相は約5,560の種（被子植物4,720・裸子植物40・シダ植物800）によって構成されている。植物区系をみると、琉球諸島・小笠原諸島・南鳥島が旧熱帯区系界（うち南鳥島はメラネシア・ミクロネシア区系区、それ以外の地域は東南アジア区系区）に、それ以外の地域が全北区系界に属する。これらの地域に関しても、極地・高山区系区（高山帯）・東シベリア区系区（北海道北東部）・日華区系区（それ以外の地域）に分類される。動物地理区をみると、日本列島の大部分は旧北区に属する。うち哺乳類については、さらにブラキストン線を挟んでシベリア亜区と満州亜区 (または旧北亜区のシベリア地方と満州地方)に区分される。ただし、渡瀬線以南の奄美・琉球諸島に関しては、旧北区と東洋区の移行帯域としての性質を有する。このように多くの固有種を含む豊かな生物相を持つにもかかわらず、自然林の伐採と植林、里地里山の荒廃、また外来種の蔓延などによってその生物多様性は大きく損なわれている。

### 環境問題
戦後の高度経済成長期にあたる1950年代から1960年代、工業復興を経た日本においては深刻な公害問題が発生した。これに対処すべく、1970年には公害関連法が相次いで可決され、1971年には環境庁が設立された（2001年に、改組されて環境省になる）。1973年のオイルショックを契機として産業公害は減少するものの、都市・生活型の大気汚染が増加し、政府は排ガス規制などで対処した。
2018年、環境パフォーマンス指数で日本は世界20位である。2020年、日本は国の二酸化炭素排出量リストで世界5位である。日本は1997年に第3回気候変動枠組条約締約国会議を開催し、京都議定書の締結国となった。2020年、日本政府は2050年までのカーボンニュートラルの実現を盟約した。

## 政治

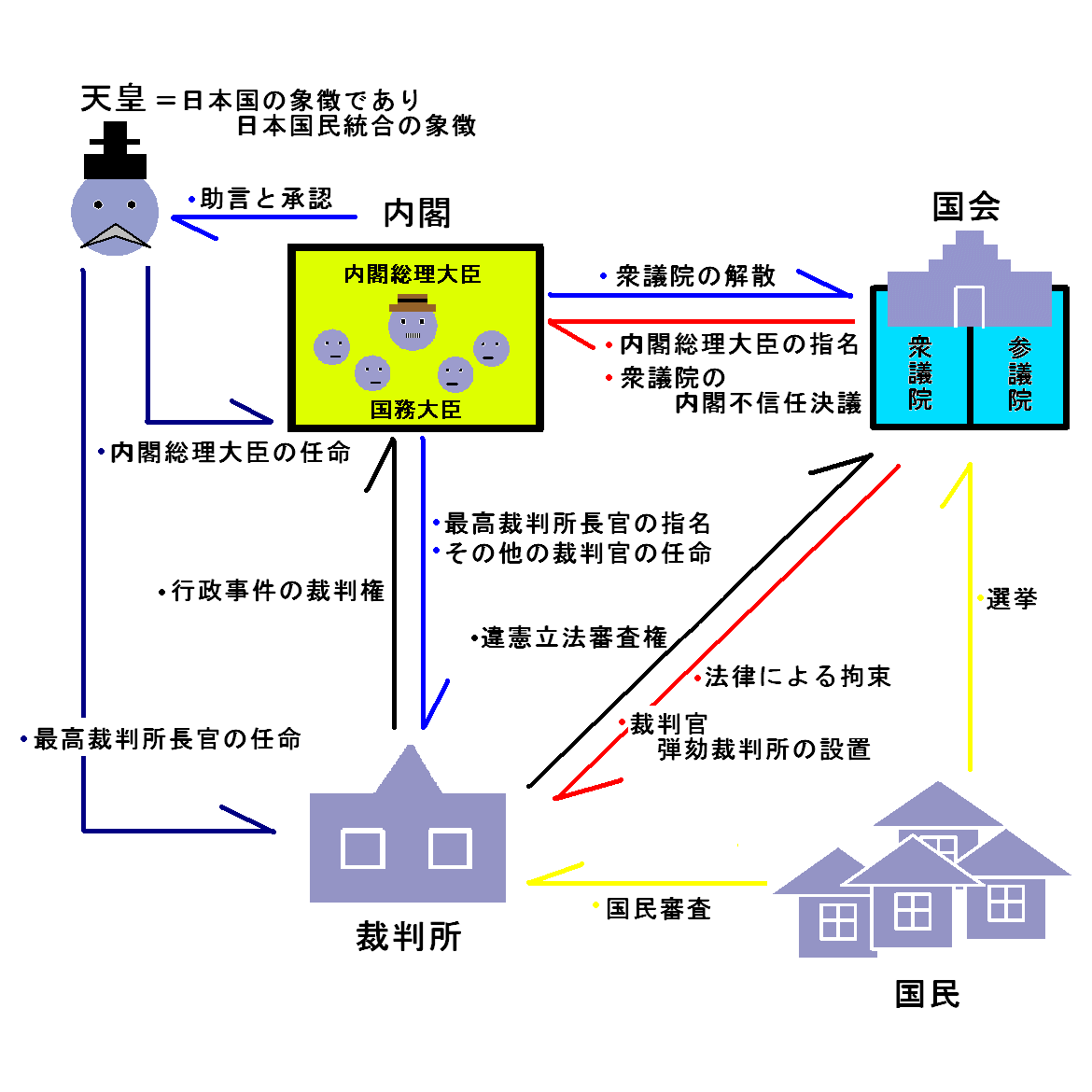
日本の統治機構

### 政治体制

日本の権力分立構造（三権）

現行の日本国憲法は1947年に施行されたものであり、日本の国家形態・統治組織・統治作用を規定する。天皇は憲法第1条にもとづき、日本国および日本国民統合の象徴としての地位を有する（象徴天皇制）。現在の日本の天皇は、徳仁である。天皇は内閣総理大臣・最高裁判所長官の任命、法改正・法律・政令および条約の公布、国会の召集および衆議院の解散などを国事行為としておこなうが、国政に関する権能は有さない。
日本の主権は国民に帰属し、代表者がこれを行使する（代表民主制）。国会は選挙によって選ばれた代表者から構成され、憲法第41条により「国権の最高機関であって、国の唯一の立法機関」としての地位を認められている。衆議院と参議院の二院制であり、法律の制定・予算の議決・条約の承認などの権限を有する。両院の関係は対等なものではなく、衆議院の優越が認められる。
日本の選挙制度は戦後以降複数回改組されているが、1996年以降は衆議院において小選挙区比例代表並立制、2000年以降は参議院において選挙区制と非拘束名簿式比例代表制が採用されている。議会政治は、政党を基軸として展開される。戦後日本においては1955年以来、1993年まで自由民主党が長期政権を握り（55年体制）、その後も1993年の八党派連立政権結成時と2009年から2012年にかけての民主党政権時代を除けば、与党の座にありつづけている。
憲法第65条にもとづき、行政権は内閣に属する。内閣は、内閣総理大臣および内閣総理大臣の任命する国務大臣から構成され、国会の制定した法律・予算を執行する。また、内閣の下には、行政の実務を担当する中央省庁が置かれる。内閣の存立は国会の信任に基づくものであり、衆議院から不信任ないし信任の不承認を受けた場合、内閣は総辞職するか、衆議院を解散して総選挙をおこなうことができる。内閣総理大臣は、国会議員の互選に基づき指名される。また、国務大臣のうち過半数は国会議員のなかから選定する必要がある。一般に、総理大臣は与党の議員から選ばれ、国務大臣に関しても国会議員以外の者が選ばれることはごくまれである。
司法権は、最高裁判所ならびに法律で定められた下級裁判所（高等裁判所・地方裁判所・家庭裁判所および簡易裁判所）に属する。最高裁長官は天皇が形式的に任命し、裁判官は内閣が任命、天皇が認証する。裁判所は民事事件、刑事事件を通じて法律や国家行為が憲法に違反していないかを判断する司法審査制を有しており、その最終判断は最高裁が下す。

### 法・法執行制度

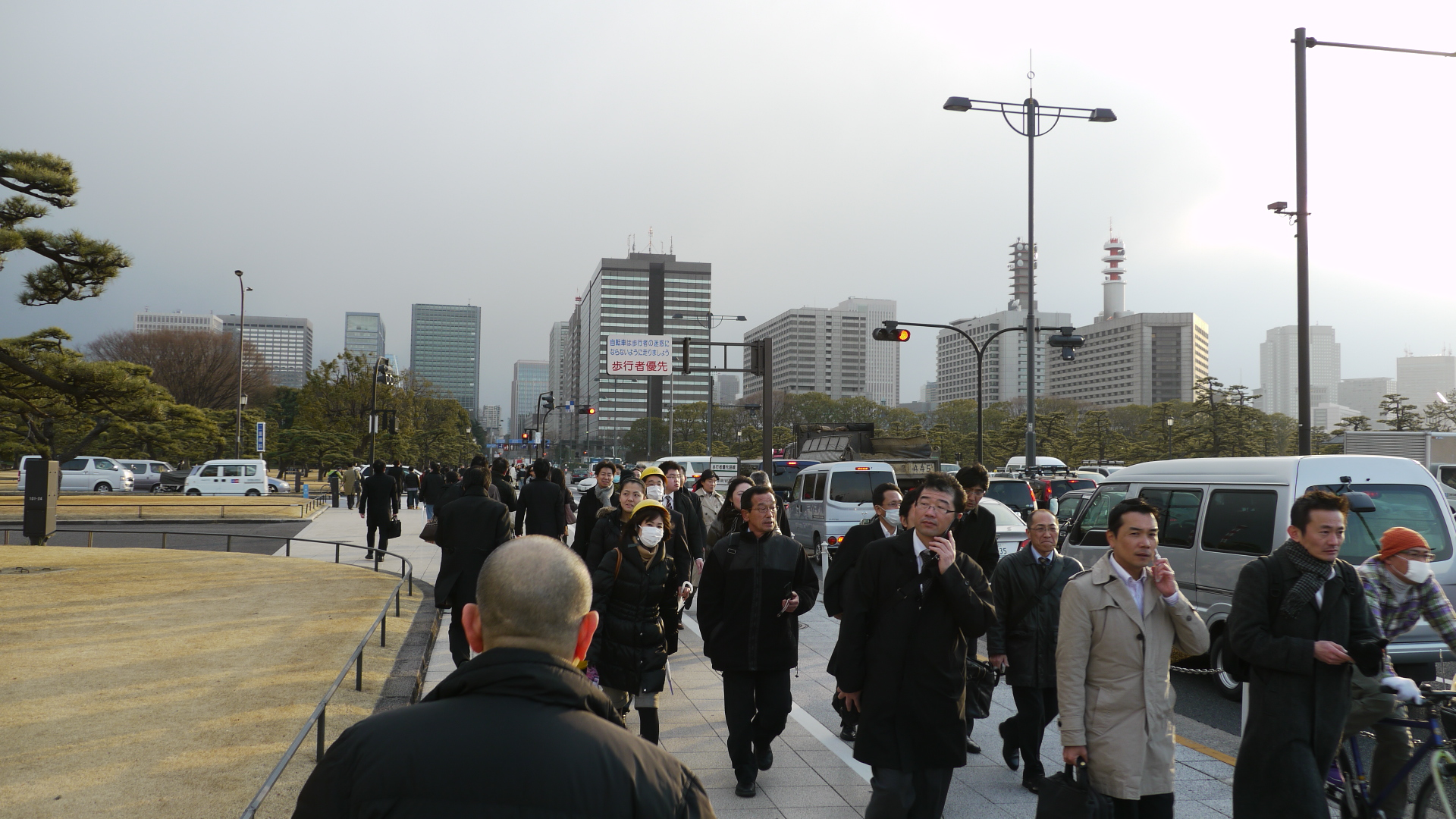
霞が関（2011年）。法務省・最高検察庁・東京高等裁判所・警視庁・警察庁が見える。

日本法は、明治維新以来、信託など一部の民法の規定を除き、大陸法系（特にドイツ法およびフランス法）を基礎としているが、立憲君主制や議院内閣制については英国法、最高裁判所以下司法についての規定につき米国法の影響を強く受けているなど、憲法を中心として英米法の影響も見られる。また、運用には慣習や条理といった国内独自の事情も影響を与えるほか、行政指導も独特の地位を占める。国内の法源は大きくは制定法と不文法にわけられるが、おもに前者が主要である。制定法の中でもっとも重要とされるのは憲法・民法・商法・民事訴訟法・刑法・刑事訴訟法のいわゆる六法であり、うち憲法が国内の最高法規として位置付けられている。とはいえ、法実務においても憲法解釈学においても憲法はその他の具体法一般に優越するものと理解されるよりは、公法私法二元論的な文脈から観念される傾向が強い。
国内の治安維持は、主に警察が担う。警察の機構は、内閣府の外局である国家公安委員会とこれに属する警察庁、そして各都道府県の公安委員会・警察本部による二層構造であり、交番システムなどを通して市民生活に密接に介入する。特殊急襲部隊は、国際特殊部隊競技会などを通じて非常に高い練度を評価されることも多い。銃砲刀剣類所持等取締法により、銃・刀剣などの武器の所持を厳しく規制している。国連薬物犯罪事務所の統計によれば、国連加盟192か国の内、犯罪・刑事司法の統計を報告している国の中で、殺人、誘拐、強制性交、強盗などの凶悪犯罪の発生率が著しく低い。
なお、上記警察組織の他にも、特定の専門分野において犯罪事件の捜査にあたるため、一定の権限を付与された特別司法警察職員も存在する。

### 地方自治・行政区画
普通地方公共団体の広域単位として都道府県、基礎単位として市町村を設ける。地方公共団体は1718市町村および、47都道府県から構成され、都道府県は市町村が及ばない広域の行政・政策を担当する。東京都には23の区（特別区）が設置されており、都はこれら特別区に関する一定の調整機能を有するが、府県の間には法律上の違いはなく、名称の差異は歴史的なものである。
地方公共団体は、首長と議会議員をともに住民が直接選挙で選ぶ、二元代表制を採っている。
2024年現在、市町村のうち最大の人口を有するのは神奈川県横浜市（375万2969人）、最小の人口を有するのは東京都青ヶ島村（156人）である。一定以上の規模を有する大都市は政令指定都市としての地位を与えられ、都市計画・福祉などについてより大きい権限を委ねられるほか、区（行政区）および区役所を設置できる。東京都の特別区は、ほかの政令指定都市の行政区と異なり、公選の区長や区教育委員会、区立小中学校が存在するなど、市町村に近い権限を有している。
都道府県以上の地域分類は様々であるが、1903年（明治36年）の第1期国定地理教科書以来、地理教育の場では、以下のような8地域区分を採用している。
|        | 島嶼           | 地方                                                           | 都道府県 |
| 北海道 | 北海道地方     | 北海道                                                         |          |
| 本州   | 東北地方       | 青森県 岩手県 宮城県 秋田県 山形県 福島県                      |          |
| 本州   | 関東地方       | 茨城県 栃木県 群馬県 埼玉県 千葉県 東京都 神奈川県             |          |
| 本州   | 中部地方       | 新潟県 富山県 石川県 福井県 山梨県 長野県 岐阜県 静岡県 愛知県 |          |
| 本州   | 近畿地方       | 三重県 滋賀県 京都府 大阪府 兵庫県 奈良県 和歌山県             |          |
| 本州   | 中国地方       | 鳥取県 島根県 岡山県 広島県 山口県                             |          |
| 四国   | 四国地方       | 徳島県 香川県 愛媛県 高知県                                    |          |
| 九州   | 九州・沖縄地方 | 福岡県 佐賀県 長崎県 熊本県 大分県 宮崎県 鹿児島県 沖縄県      |          |

### 国際関係

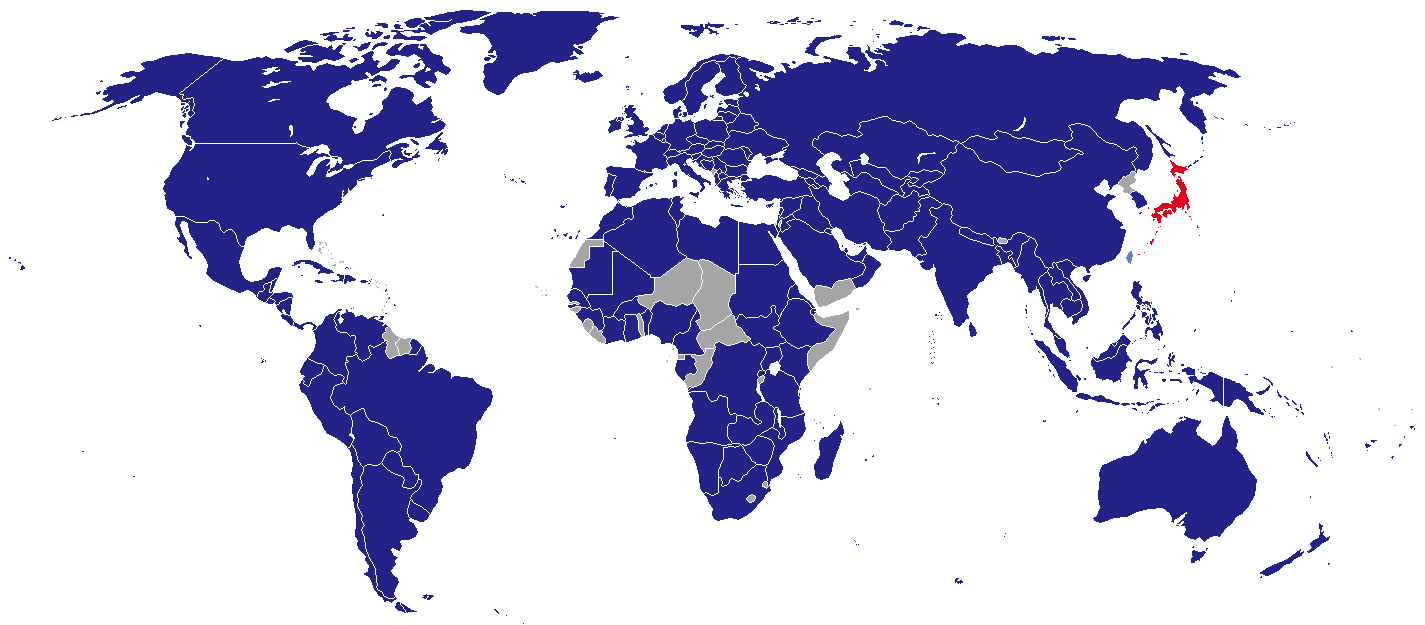
日本国在外公館が設置されている国

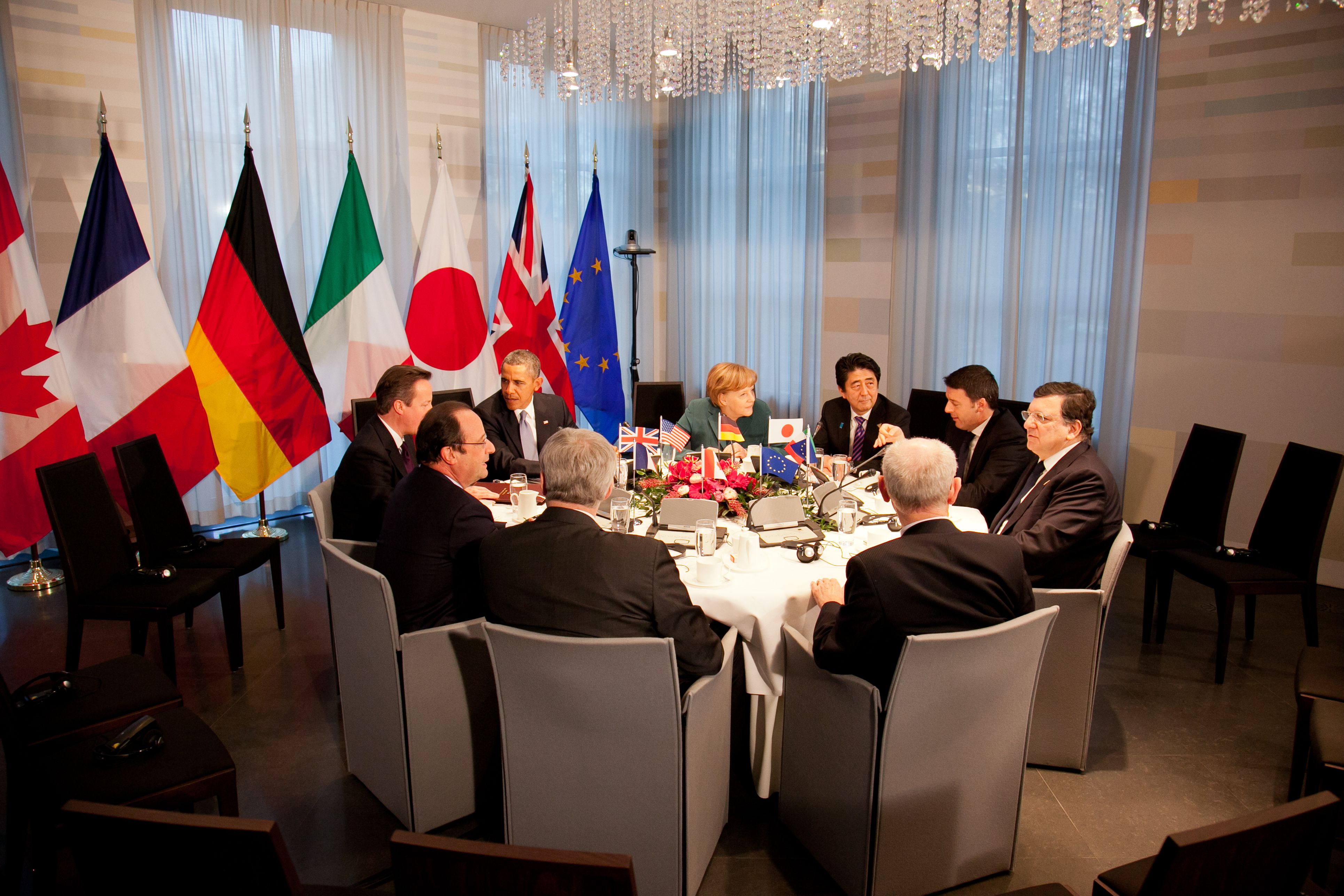
G7会議に出席する安倍晋三内閣総理大臣（2014年）

日本は1956年に国際連合に加盟し、安全保障理事会の非常任理事国を過去11回つとめている。これは、国連加盟国中最多である。また、国連通常予算および国連PKO予算の8.033%を負担しており、米国および中国に次ぐ第3位の分担金負担国となっている。日本は、G4諸国の一員として安保理改革の実現に向けた活動をおこなっている。日本は主要国首脳会議（G7）・アジア太平洋経済協力（APEC）・ASEAN+3に加盟するほか、東アジアサミットに参加している。
日本は19億6,000万ドルの政府開発援助実績を有しており、これは開発援助委員会加盟国中3位である（2023年）。日本は156の国家・地域に251の在外公館を有しており、これは世界で4番目に多い。また、157ヶ国が日本に大使館を、42の国際機関が日本に事務所を設けている。2023年7月現在、日本からビザなしで渡航できる国の数は189か国で、韓国やフランスなどと並んで世界3位である。日本は過去5年間、世界1位を維持してきたものの、首位をシンガポールに明け渡した。
日本はアメリカ合衆国と日米安全保障条約を結んでおり、経済的・軍事的に緊密な関係にある。1957年に外務省は日本外交の三原則として「国連中心主義」「アジアの一員としての立場の堅持」「自由主義諸国との協調」を打ち出しているが、実際のその後の日本の外交は日米関係を基軸とする傾向が強かった。2016年には、日本は自由で開かれたインド太平洋戦略を打ち出した。また、日本はインド・太平洋地域における中国の台頭に対処するための日米豪印戦略対話に、アメリカ・オーストラリア・インドとともに参加している。
日本は、周辺諸国といくつかの領土問題を抱えている（日本の領土問題）。北方領土問題は、北方地域に関して、日本とロシアの間で生じている。竹島問題は、竹島に関して、日本と大韓民国および朝鮮民主主義人民共和国の間で生じている。尖閣諸島問題は、尖閣諸島に関して、日本と中華人民共和国および中華民国の間で生じている。

### 軍事

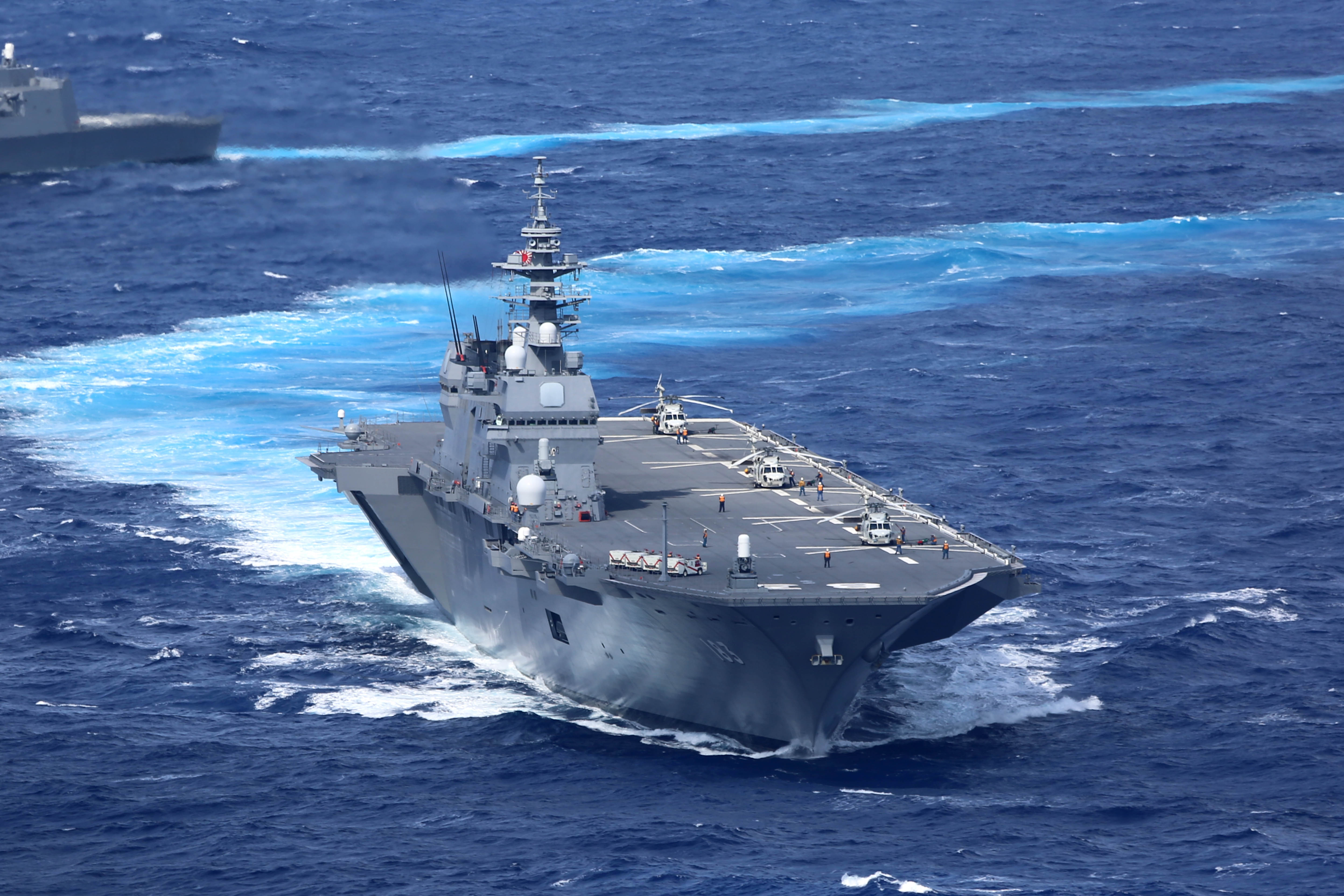
護衛艦・いずも。海上自衛隊のヘリコプター搭載護衛艦（DDH）

日本は2024年の世界平和度指数でアジア3位であった。2024年度の防衛関連予算はGDPの1.6%であり、ストックホルム国際平和研究所によれば2023年の世界軍事費ランキングで日本は10位であった。日本国憲法第9条により、陸海空軍その他の戦力を保持しないとされているが、「自衛権を行使するための実力を保持することは可能であり、その実力を超えるものが憲法が保持しないとする戦力である」という政府解釈によって1950年の朝鮮戦争勃発以降再軍備がはじまり、1954年には自衛隊が成立した。自衛隊は陸上・海上・航空自衛隊によって構成され、内閣総理大臣（自衛隊の最高指揮監督権を持つ）の指揮監督を受けた防衛大臣のもと組織される。また、事実上の準軍事組織として沿岸警備隊たる海上保安庁が存在するが、海上保安庁での対処が困難な事態が発生した場合は海上警備行動により海上自衛隊が対処する。2020年における自衛官の定員は合計22万7000人である。また、防衛省の文官は、約2万1000人である。
自衛隊の憲法上の位置付けは長沼ナイキ訴訟をはじめとする複数の裁判で争われているが、多くの裁判所は自衛隊を違憲とする判断に消極的であり、実際の判断は政治の場に委ねられている。1992年には国際平和協力法が成立し、自衛隊による海外でのPKO活動がおこなわれるようになった。また、同年の国際緊急援助隊法改正にともない、国際緊急援助活動もおこなわれている。また、2014年には集団的自衛権の行使を容認する閣議決定がおこなわれた。（武力の行使の「新三要件」）
また、日本国内には1960年の日米安全保障条約にもとづき在日米軍が駐留している。在日米軍の地位は日米地位協定により保証されており、2013年時点で10万5677人の在日米軍関係者が居留していた。

### 人権
松井茂記によれば、日本社会は歴史的に集団の調和と同調に重きをおいており、このことは社会生活上個人の権利の抑圧につながっていると指摘する。憲法第14条は法の下の平等を定めており、国民は国との関係において、人種・信条・性別・社会的身分又は門地によって差別されないものとなっている。また、日本政府は各種の人権に関する条約に批准している。民間人同士の人権問題については憲法14条の理念及び民法第90条の公序良俗の考え方に応じて解決されるものとするのが通説である（私人間効力を参照）。一方でヒューマン・ライツ・ウォッチは「日本には、人種・民族・宗教に基づく差別を禁止する法律も、性的指向・性自認に基づく差別を禁止する法律も、存在しない」、日本弁護士連合会は政府から独立した国内人権機関を創設することを提言している。
日本の人権問題としては、性別の不平等・同性婚の不受理・警察のレイシャル・プロファイリング・死刑制度の存続などを批判する団体がある。また、民族的マイノリティや難民および庇護希望者の処遇なども問題視する団体がある。

## 経済・産業

日本のGDP成長率（1961年-2022年）

日本の国内総生産（名目GDP）は世界4位であり（各国の名目GDPリスト）、アメリカ・中国・ドイツに次ぐ。また、購買力平価（PPP）でも中国・アメリカ・インドに次ぐ世界第4位である（国の国内総生産順リスト (購買力平価)）。2021年現在、日本の労働力人口は約6860万人であり、世界8位である（各国の労働者人口順リスト）。2022年現在、日本の失業率は約2.6%と低い水準にある。一方で、相対的貧困率は15.7%以上であり、G7諸国の中で2番目に高い。日本の通貨である日本円は、3番目に有力な準備通貨であり、アメリカドルとユーロに次ぐ。国際経営開発研究所による2024年の世界競争力年鑑によれば、日本の競争力順位は38位である。
日本は世界最大の債権国であり、世界経済からの配当や利子の受け取りが次第に増大している。2023年末時点で、日本の対外資産残高は1,488兆3,425億円、対外負債残高は1,017兆364億円で、差し引き対外純資産残高は33年連続世界最大の471兆3,061億円である。日本は世界で3番目の計上黒字国であるが、日本政府は歳入の35.9%が公債で賄われている状況である（2022年度補正後予算）。しかしながら、日本国債の92.3%が国内保有であり、日本国内の資産となっている。1990年代以降における財政政策により、国債は1000兆円を超える。国庫短期証券を合わせると約1100兆円である。両方を合わせた海外債権者の割合は12.7%である。日本の債務残高の対GDP比は2022年現在で248%に達しており、先進国の中では最も高い。

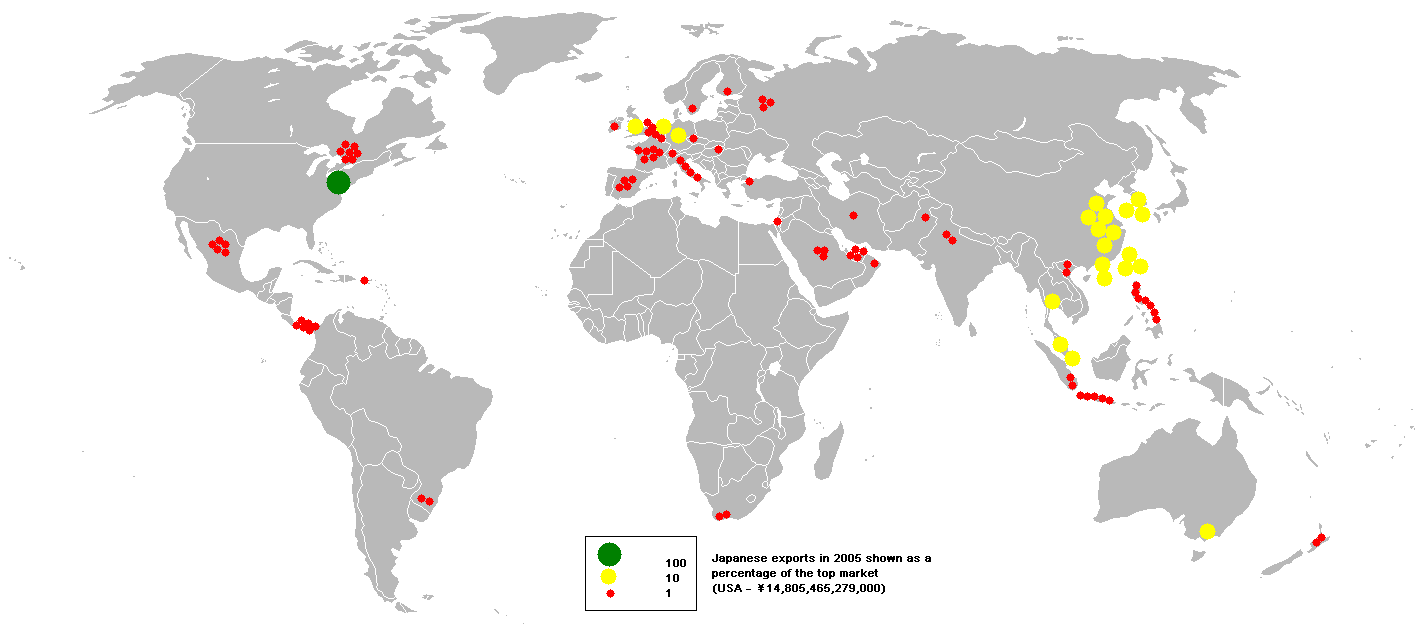
日本の輸出市場（2005年）

日本は世界5位の輸出国（国別輸出額の一覧）、世界4位の輸入国（国別輸入額の一覧）である。2021年現在、日本のGDPに占める輸出額は18.2％である（2022年）。最大の輸出先は中国（香港をふくむ）であり、アメリカがそれに次ぐ（2022年）。主要な輸出品目は自動車・鉄鋼製品・半導体・自動車部品である。最大の輸入先も中国であり、アメリカ、オーストラリアがそれに次ぐ。主要な輸入品目は機械および装置・化石燃料・食料品・化学製品・原料品である。
日本型資本主義においては、企業間組織が影響力をもつ。また、雇用システムにおいては終身雇用および年功序列が特徴的である。労働組合に関しては、民間主要組合の多くは労使協調の立場にある。協同組合に関しては、2018年現在、世界でもっとも大規模な10組織のうち3組織が日本の組合であり、うち生活協同組合および農業協同組合は日本のものが世界最大である。OECD調査によれば、日本は人口に占める公務員の比率はOECD中で最小であり（2019年）、経済に占める公営企業の規模も小さい。なお、GDPあたりの租税負担率においては、日本は28.6%であり、OECD諸国平均以下である（2011年）。
経済複雑性指標では世界首位と評価されている。

### 第一次産業

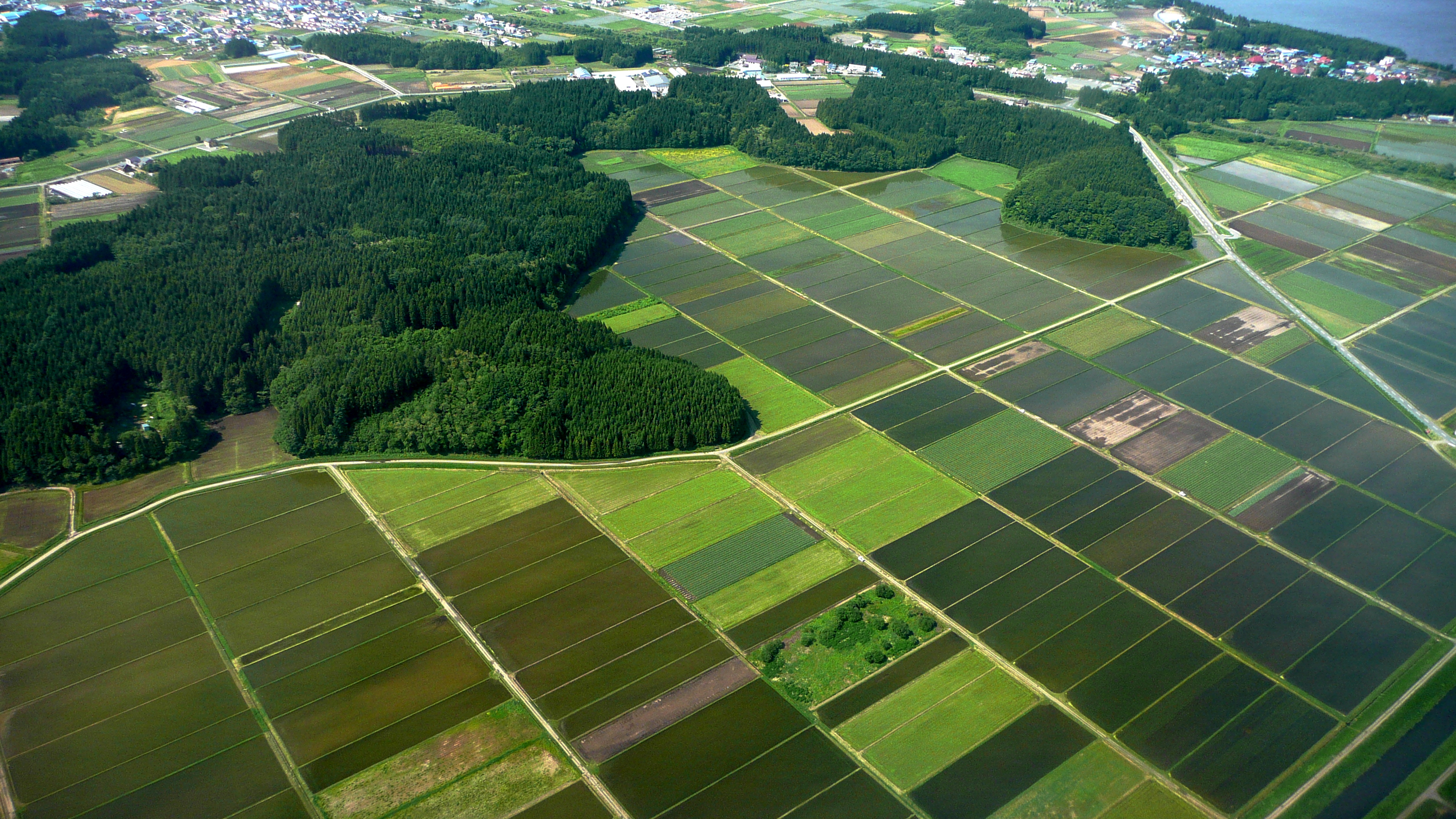
水田の空撮写真（青森県東北町・2009年）

日本のGDPに占める農林水産業の割合は、2021年時点で1.01％である。2022年の農業生産額は4兆7920億円、漁業生産額は6346億円であり、食料自給率は生産額ベースで58%、供給熱量ベースで38%である。日本の総面積のうち耕作に適しているのは11.5％にすぎないが、単位面積あたりの作物収量は世界最高水準に達している。日本の農業は補助金や関税などにより保護されているが、農業従事者の高齢化と後継者不足は進行中の課題である。日本の漁獲量は世界7位であり、2016年の漁獲量は316億7610トンであった。一方で、これは過去10年間の年間平均である400億トンから減少している。日本の漁船団は世界最大級のものであり、世界の漁獲量のおよそ15％を占めている。このことはマグロをはじめとする水産資源の枯渇を招くものであるとの批判がある。また、日本は商業捕鯨を支持する立場にあり、これも国際的論争となっている。
日本の国土のおよそ3分の2は森林であり、うち40％が人工林である。2022年度の林業生産額は5,807億円であった。国内の林業は木材価格の下落などにより厳しい状況にあったが、2023年度の林野庁『森林・林業白書』によれば、木材価格の回復などにより若干の回復傾向にある。日本においては、2007年時点で11の金属鉱山が稼働している。日本は鉱物資源に乏しく、唯一自給可能な資源は石灰岩である。それ以外の大部分は、海外からの輸入に依存している。

### 第二次・第三次産業

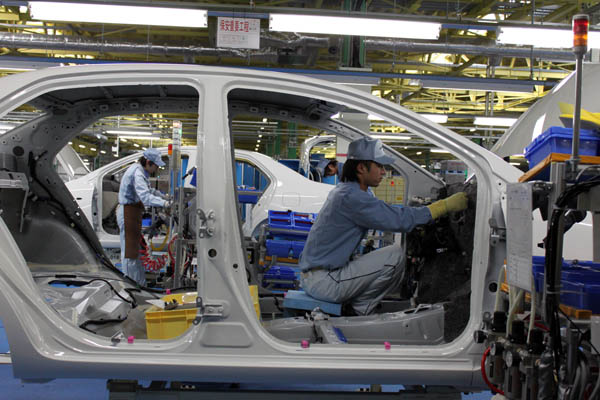
自動車の組立工程（トヨタ宮城大衡工場・2011年）

工業は、日本のGDPの27.5％を占める（2021年）。『ザ・ワールド・ファクトブック』は、日本の製造業について「自動車・工作機械・鉄鋼および非鉄金属・船舶・化学製品・繊維・加工食品の分野で、世界最大かつ最先端の技術をもつ企業を有する」と評している。日本の製造業出荷額は2021年時点で302兆33億円であり、2023年時点で世界4位である。特に、日本の製造品出荷額等に占める自動車製造業の割合は17.4％と高く、自動車輸出台数、輸入台数はともに世界3位以内に入る。
日本におけるポスト工業化は1970年代から1980年代にかけて進展し、2021年時点で第三次産業は日本のGDPの69.5％を占める。東証プライム市場に上場する非製造業の純利益（2024年4-9月期）では、銀行が最も高く（約3.7兆円）、商社（約2.6兆円）、通信（約2兆円）がそれに次ぐ。
2019年時点における訪日観光客数は3190万人、国際観光収入は461億ドルであった。同年の世界観光ランキングでは世界11位である。2021年の旅行・観光競争力レポートにおいては、日本は1位であった。

### 科学技術

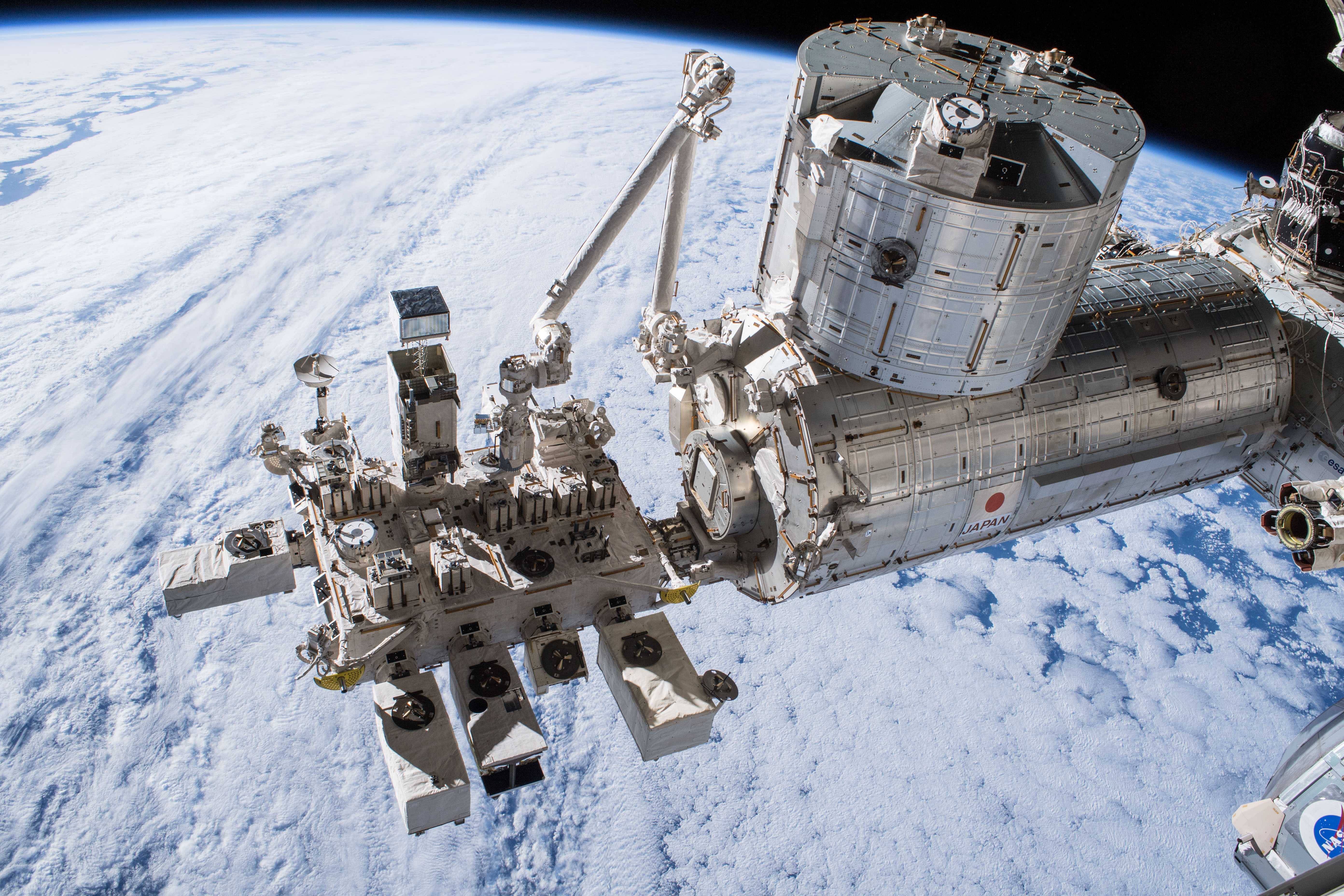
日本はアジアで唯一の国際宇宙ステーション計画参加国である（JAXA・きぼう）

日本には86万7000人の研究者が存在し、およそ19兆円の科学技術研究費を共有している（2017年）。日本のノーベル賞（生理学・医学賞・物理学賞・化学賞）受賞者は22人、フィールズ賞受賞者は3人である。日本の科学技術分野の研究者数は1000人あたり14人であり、これは人口比としては世界2位である。研究開発費は対GDP比率で見ると3.43%と世界3位の高水準にある（2016年、OECE基準は3.15%）ものの、90-08年は1位であったので、相対的には減少している。
1990年代から2000年代前半にかけて、学術論文数（分数カウント）でアメリカに次ぐ世界2位、国際特許出願件数では世界一であった。しかし、1990年代より経済成長の減速とともに研究開発費の増加は鈍化し、2000年代前半には論文数こそ増加しても、世界シェアは低下し始めた。リーマンショック後の2009年から研究開発費が減少・横ばいになると、研究力の低下が露わになる。2017-19年の平均論文数は世界4位に後退した。また、Top10パーセント補正論文数は世界10位まで下がっている。特許出願件数でも2012年に中国に1位の座を明け渡すと、翌年にはアメリカにも抜かれ3位になった。ただし、パテントファミリー数（2カ国以上への特許出願数）は10年以上1位を保っている（2014-16年）。2016年、日本は特許協力条約に基づく全世界の全特許出願数で世界第2位となった。
日本はロボット分野で世界を先導しており、2020年の産業用ロボット製造台数の45％が日本製であった。ただし、これは2017年の55％から低下している。日本の家電産業は世界有数の評価を得ていたが、韓国や中国などの東アジア諸国との地域競争が激化し、衰退傾向にある。

## インフラ

### 交通
2022年現在、輸送機関別旅客輸送の分担率（人キロ）は自動車が9.1%、鉄道が73%、航空機が17.9%である。また、貨物輸送の分担率（トンキロ）は自動車が55.6%、鉄道が4.4%、内航海運が39.8%、航空機が0.17%である。
日本の道路総延長（私道・林道・農道を除く）は128万3,725.6 kmであり、うち高速自動車国道が9,286.2 km、一般国道が66,416.1 km、都道府県道が142,942.2 km、市町村道が1,065,081.1 km（2021年）である。また、鉄道の総延長は2万7311 km（2015年）である。鉄道は、新幹線などによる大都市圏の幹線ネットワークとして、あるいは大都市・中都市の都市交通において重要な役割を担っており、JRおよび複数の私鉄が乗り入れる新宿駅は、世界で最も乗降客数の多い駅として『ギネス世界記録』に認定されている。
日本では1965年ごろから自家用自動車交通が急速に発展し、地方の過疎化とモータリゼーションの進行により経営が圧迫された日本国有鉄道は1987年に分割民営化された。うち、JR北海道・JR四国の経営環境は非常に厳しく、地方私鉄および路線バスについてもおおむね同様である。なお、狭隘路など交通空白地帯の解消、また廃止した路線バスの代替として自治体がコミュニティバス（自治体バス）を運行する場合が見受けられる。近年は、グリーンスローモビリティなどの環境に配慮した公共交通機関の導入を検討する自治体も増加傾向である。一方で、幹線道路ネットワークの整備は進みつつあり、高速道路は1990年時点の4,661kmから30年で9,100 km（2020年）まで伸長している。日本には97の空港（ヘリポート・非公共用飛行場を除く）がある。最大の空港は東京国際空港であり、2019年時点でアジアで2番目に旅客数の多い空港であった。民間人向けの航空会社としてはじめて運行がはじまったのは日本航空（JAL）であり、その後も片手で数えられるほどの航空会社しかなかったが、2000年の航空法改正後は多くの格安航空会社が設立された。
2020年現在、日本には994の港湾があり、中でも重要度の高い港湾は国際戦略港湾（5港）国際拠点港湾（18港）に指定されている。また漁港は2,790あり、中でも漁業の中心地かつ漁業の振興に欠かすことの出来ない漁港13港は特定第3種漁港に指定されている。京浜港（東京港・横浜港・川崎港）および阪神港（神戸港・大阪港・堺泉北港・尼崎西宮芦屋港）はそれぞれ798万・522万 TEUを取扱い（2017年）、世界有数の港湾となっている。

### エネルギー

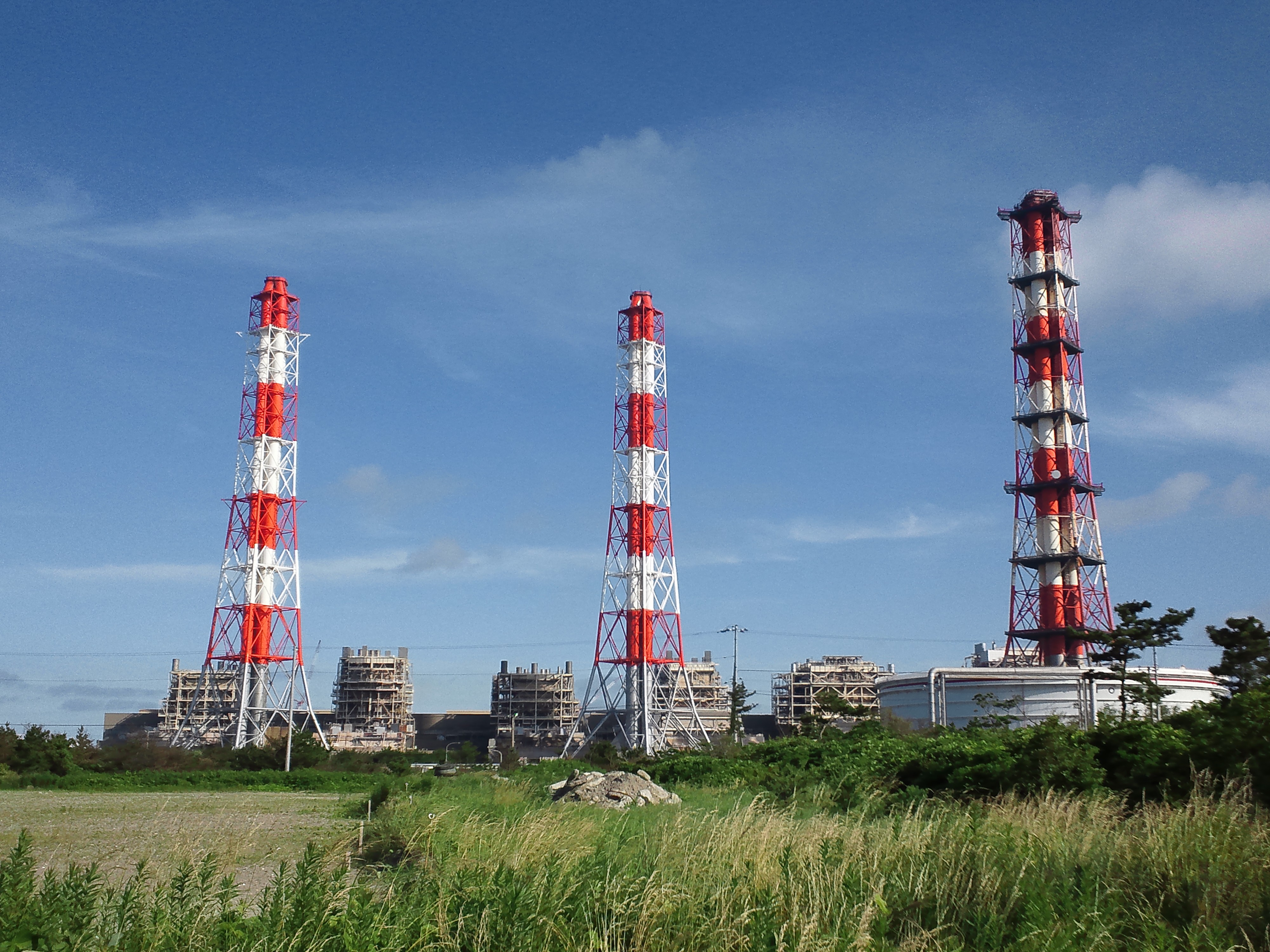
鹿島火力発電所（2012年）

2023年現在、日本の一次エネルギー供給量のうち31.4%を原油、24.4%を石炭、20.7%を天然ガス、3.7%を水力、4.1%を原子力、8.2%を再生可能エネルギー（水力を除く）が占める。原子力は2010年時点の11.2%から減少している。これは、2011年3月の福島第一原子力発電所事故以降、世論により2012年5月までに国内のすべての原子力発電所が一時稼働を停止したからである。日本政府はこれらの発電所を再稼働させようとしており、2015年の川内原子力発電所再稼働を皮切れに、いくつかの発電所が再稼働している。
日本の電力は1951年以降、電気事業再編成により成立した9（のちに沖縄電力をふくめ10）の電力会社によって供給されていたが（日本の電力会社）、2016年に電力小売全面自由化、2020年に発送電分離がおこなわれ、2024年4月時点で全販売電力量に占める新電力のシェアは17.5%を占めている。日本はエネルギー資源の国内埋蔵量にとぼしく、輸入エネルギーへの依存度が大きいため、エネルギーミックスおよび高いエネルギー効率の維持につとめている。

### 上下水道
2021年時点で、日本の水道普及率は98.2%となっている。同年の年間取水量は約153.2億 m3であり、うち4分の3が河川ないし湖沼から取得した水である。日本の上水道は地方公営企業として独立採算制で運営されるが、全国6,000以上の水道事業者のうち8割が給水人口5,000人未満の簡易水道事業者であり、5,000人以上の上水道事業者についても全体の3分の2が給水人口5万人未満である。これらの小規模事業者は経営状況の悪化や技術者不足に直面しており、2016年末時点で水道管路の14.8%（全国平均）が耐用年数を超過している。
日本の下水道普及率は81.4％、浄化槽などによるものもふくめた汚水処理人口普及率は93.3％であり、人口5万人未満の市町村の汚水処理人口普及率は84.0％まで下がる。汚水処理人口普及状況は改善しつつある一方で、大都市圏の多くではいまだ汚水と雨水を分離しない合流式下水道が使われており、改良が必要であるほか、老朽化する下水道管も増えつつある。

## 国民・住民

### 人口

日本の人口ピラミッド（2023年）

2020年国勢調査によれば、日本の人口は1億2614万6000人であり、うち1億2339万9000人が日本国籍保持者である。日本の人口は世界で12番目に多い。国土の4分の3が山地や丘陵地であることから日本の可住地は限定されており、沿岸部を中心とする都市の人口は非常に稠密となっている。ただし、日本の人口密度は世界40位と、このような人口集中を考慮しなくても高い。2022年時点で、人口の92%が都市部に住んでいる。東京都は日本の首都であり、およそ1420万人が居住している（2024年）。これは、全国人口の11.5％を占めており、日本で最も人口が多い都道府県である。また、人口が増加している唯一の都道府県でもある。首都圏は3814万人が居住している世界最大の都市圏である。総務省統計局によれば、東京都市圏・名古屋都市圏・大阪都市圏が日本の三大都市圏であり、これらの都市圏の人口の総計は2023年現在、全国の人口の53.1%を占めている。
少子高齢化が進んでおり、65歳以上人口の割合は29.3％、15歳未満人口の割合は11.2%である。これは戦後のベビーブームによる人口増加と平均寿命の延伸、出生率の低下によるものである。合計特殊出生率は1.20と世界的に見ても低い水準にあり（国の合計特殊出生率順リスト）、一般に人口置換水準とされる2.1を下回る。中位数年齢は世界有数に高く、2020年時点で48.5歳である。若年層の多くが結婚しない、あるいは子どもを持たない傾向にあり、日本の人口は2070年までに8700万人に減少するであろうと推計されている。この人口構造の変化は、労働力人口の減少や社会保障費の増加といった社会問題を引き起こしている。
日本を単一民族国家とみなすことには問題があるとしても、日本は民族・文化的にみて比較的均質性の高い社会であるといわれている。2023年末時点で、国内には341万992人の外国人が居住している。内訳としては中国人がもっとも多く、ベトナム人、韓国人、フィリピン人と続く。また、日本政府は2019年のアイヌ施策推進法をもって、アイヌを国内の先住民族と認めている。

### 言語

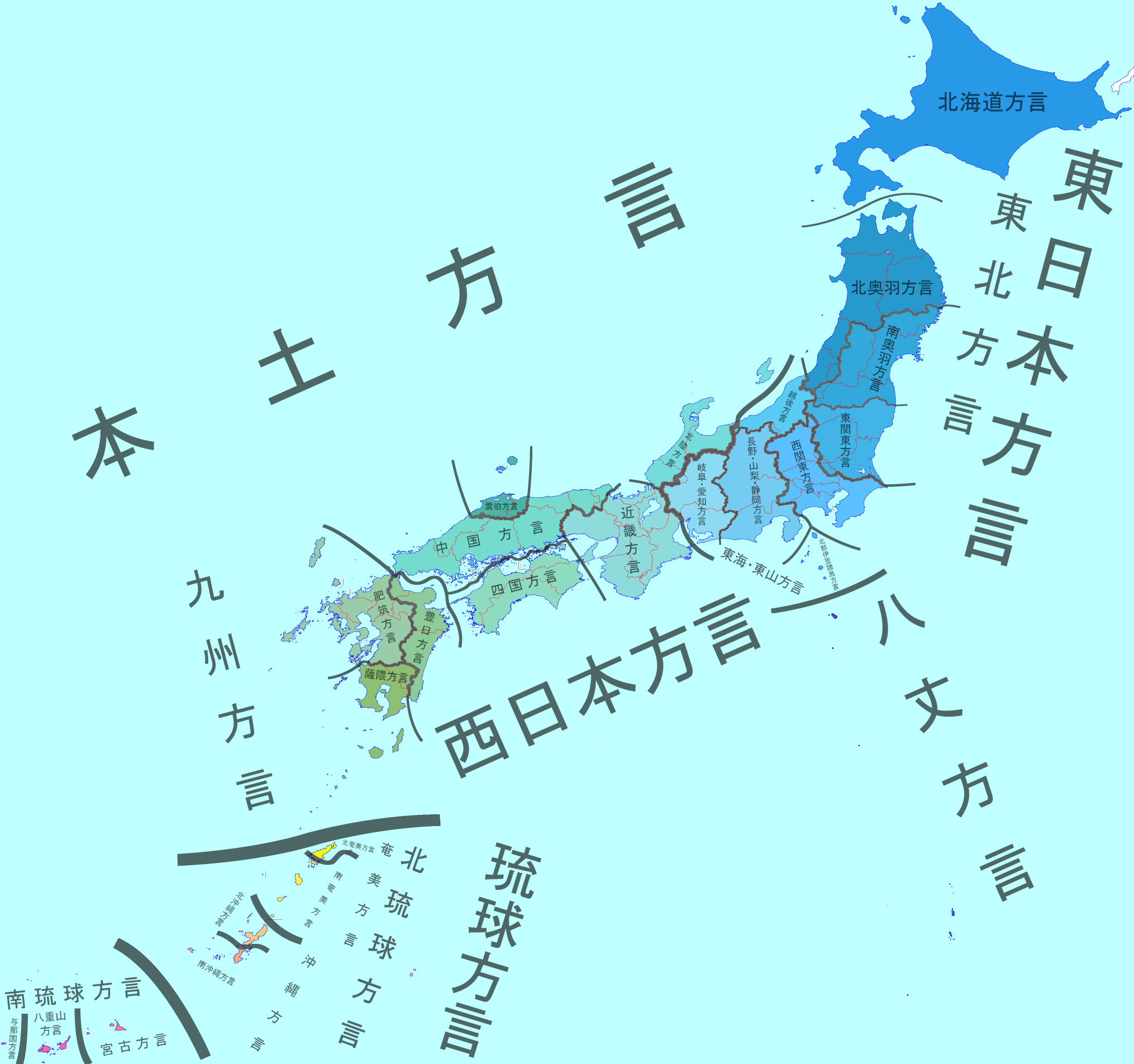
日本語の方言区画地図

国内に公用語に関する法律は存在しないものの、日本語が事実上の公用語かつ共通語である。伝統的理解においては、日本語は大きく琉球方言と本土方言に分けられ、琉球方言は北琉球方言と南琉球方言、本土方言は八丈方言・東部方言・西部方言・九州方言にわけられる。東京方言を中心とした「共通語」が標準的に用いられる。
琉球方言と八丈方言は独自性が強く、相互理解性も低い。このため、琉球諸語および八丈語を独立した言語とし、日本語とともに日琉語族を構成するとみなす考えもある。ユネスコは日本の言語のうち危機的状況にあるものとして八丈語・奄美語・国頭語・沖縄語・宮古語（危険）、八重山語・与那国語（重大な危機）、アイヌ語（極めて深刻）を挙げている。手話としては日本手話が広く用いられており、ある程度は公的な承認も得ているものの、歴史的には差別的政策や教育支援の欠如などにより、利用が妨げられていた。
くわえて民族的マイノリティ・移民・外国語学習者などによって、韓国・朝鮮語（在日朝鮮語をふくむ）、中国語、ポルトガル語などが話されている。外国語のなかでは、英語がビジネスおよび国際交流の観点から重視されており、2020年からは初等教育における英語教育がはじまった。

### 外国人

日本における在留外国人の推移

2023年末時点で、341万992人の外国人が居住している。国内の外国人としては中国人がもっとも多く、ベトナム人、韓国人、フィリピン人と続く。2020年国勢調査の時点で、総人口に占める外国人の割合は 2.2％であった。
中国籍の半分は永住者及び定住者であり定住者は中国残留邦人の家族である。
韓国籍、朝鮮籍、および台湾籍については、戦前の旧・日本領の出身者、および両親のうちいずれか（あるいは両方）がその出身である者の子孫が多く韓国籍、朝鮮籍に関しては、戦後になってから朝鮮戦争や貧困・圧政から逃れて渡来してきた難民が一部含まれている。
1895年に台湾を、1910年に朝鮮半島を併合後、第二次世界大戦敗戦まで日本の一部として、台湾人、朝鮮人にも日本国籍を与えていたため、これらの地域にルーツを持つ人々が多く、順次、経済的に豊かであった本土に移住してきた者も少なくない。明治の日本は西欧人の居住や移動、営業に関しては領事裁判権を認める代わりとして居留地制による制限を設けていたが、朝鮮人や中国人については制限がなく、日本国内の各地での雑居が認められていた。1899年に西欧各国との領事裁判権の撤廃が成り、居留地制度は一律に廃止され（内地雑居）たが、中国（清・中華民国:支那）人を含む外国人労働者には居住・就労の制限が設けられた（勅令第352号）。これはおもに華人（支那人）を規制する目的のもので朝鮮人には実質的に適用されなかったとされる。台湾人もまた併合後は帝国臣民であり居住に制限はなかったが、台湾・朝鮮とも戸籍（台湾戸籍、朝鮮戸籍）の離脱は認められず、あくまで内地での寄留であった。台湾人の移住は戦前は少なく、日本在住の台湾人は総じて学歴があり、華人（支那人）や朝鮮人とは異なり、オランダや明遺臣、清朝の植民地支配の歴史的経験があり、民族的な屈託がなく日本語（や外国語）に通暁しよく働くので厚遇された。華人（支那人）は三刀（料理人・理髪師・仕立屋）が、朝鮮人は労働者が中心で、移住規模も多かった。
朝鮮人労働者の日本内地への移動は日韓併合の1910年に2600人であった移動者が1923年には13万人あまりと増加傾向であり、1919年4月の「朝鮮人の旅行取締に関する件」（警務総覧部第3号）により朝鮮人の日本渡航への直接規制（旅行証明書制度）に転換し、移動制限を口実に実質的な居住規制に方針が転換された。朝鮮半島領域では実施されていなかった参政権も普通選挙法（1925年）施行後の内地では認められており、希望を持ち移動し定住した者も多かったが生活は決して恵まれたものではなかった。大戦中には軍人・軍属、あるいは就業目的として渡海した。また徴用労働者として800名以上が渡海した。
終戦の後、彼らの多くが祖国へ引き上げたが、各人の判断や事情によって日本に留まった者もいる。また、戦後相当の数の朝鮮人が祖国の混乱（朝鮮戦争）（国連による難民認定がされている）や韓国軍による虐殺（済州島四・三事件、保導連盟事件など）を逃れて日本に渡った。その後、サンフランシスコ平和条約締結によって彼らは日本国籍を喪失し朝鮮籍となる。その後協定永住者から現在の特別永住者として変遷し日本に在住し続けている。帰化して日本国籍を取得する者も多く、在日コリアンは減少を続けている。
アイデンティティと国籍の問題は明治の開国以来、日本が否応なく直面することになった人権問題であり、戦前から華僑・印僑の人々や様々な移住者、戦後ながらくは台湾・中国系日本人コミュニティの間で葛藤を生んできた。1990年代以降、ブラジルなどの日系移民2世3世の出稼ぎ労働や、東南アジア・中国からの技能実習生といった外国人労働者の人権問題などが発生している。

## 社会

### 宗教

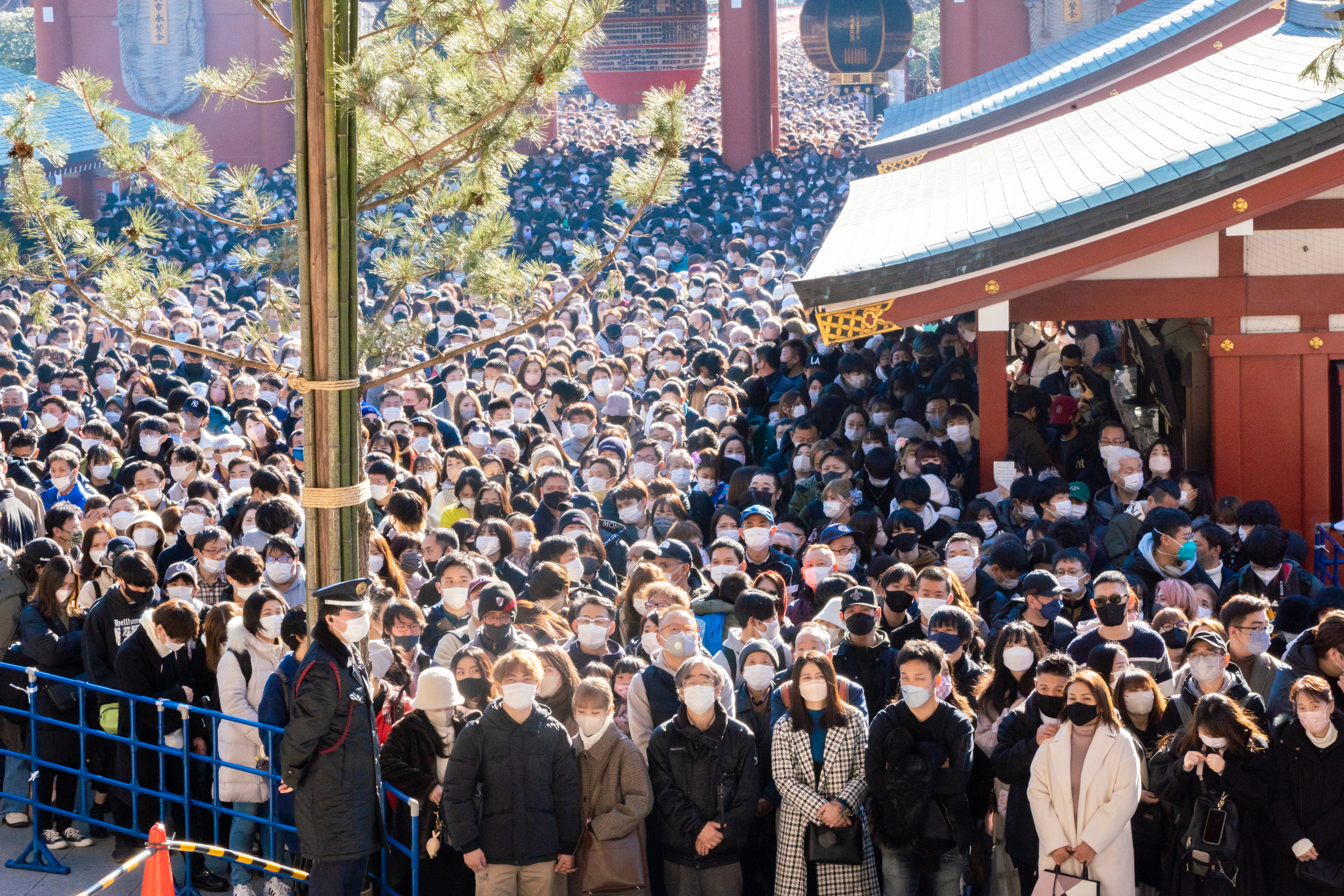
浅草寺初詣（2023年）

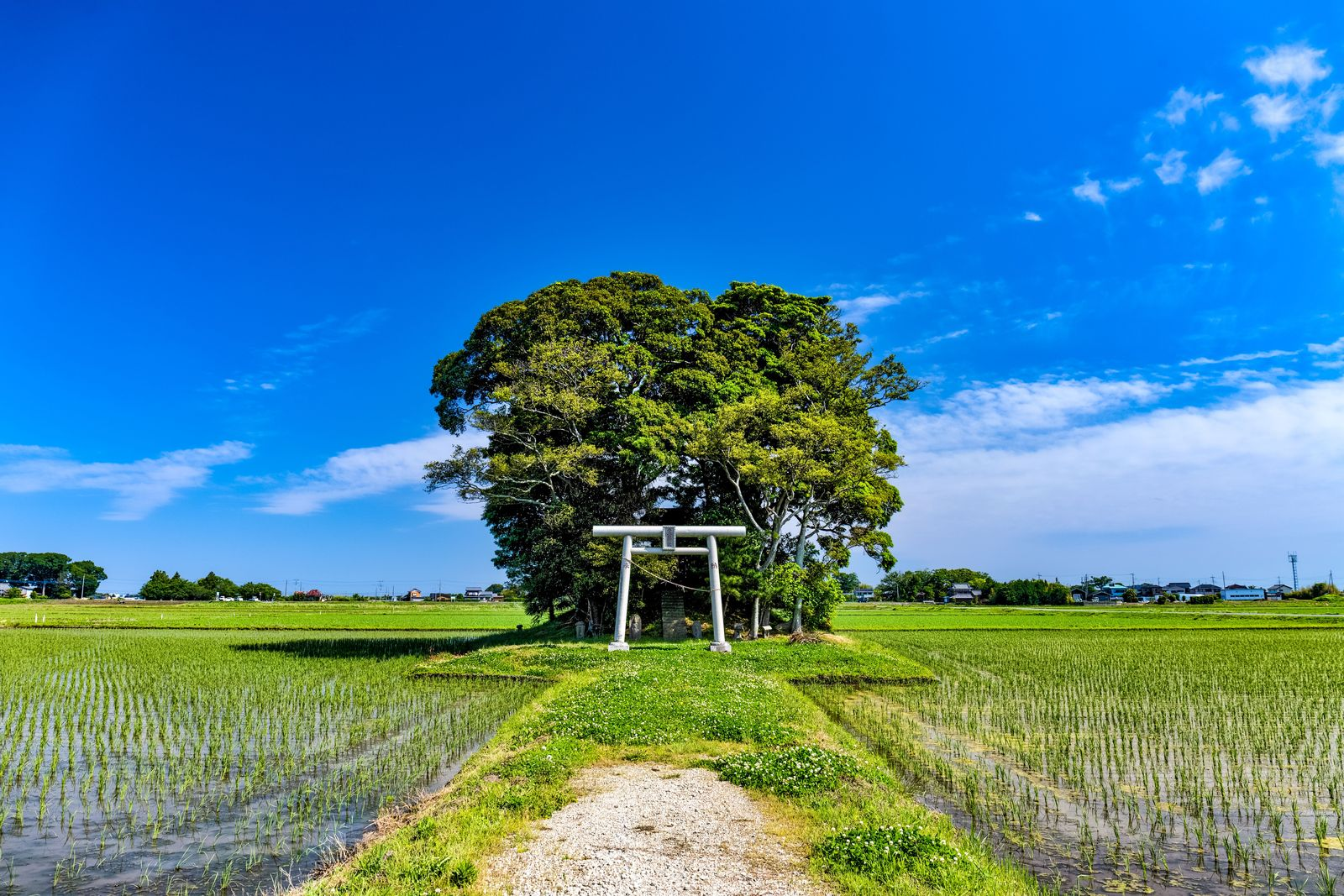
愛宕神社（河内町）

日本国憲法は信教の自由を認めており、国内には神道・仏教・キリスト教などさまざまな宗教文化が混在している。文化庁の『宗教年鑑』によると、各宗教団体の信者数は、2023年12月時点で合計1億6299万1299人である。『宗教年鑑』に記載される総信徒数は、しばしば日本の人口を超過しているが、これは全国の社寺が氏子や檀家、あるいは初詣の参詣客などを信者数に加え入れていることが一因となっている。統計上は神道の信者数が8790万人（48.5％）、仏教が8390万人（46.3％）、キリスト教が190万人（1％）、その他の宗教団体の信者730万人（4％）となっている（2020年）。その他宗教団体には、イスラム教・バハーイー教・ヒンズー教・ユダヤ教が含まれる。多くの移住者・外国人労働者は仏教・神道以外の宗教を信仰しており、たとえば日本国内のイスラム教徒およそ23万人のうち、日本人は約4万7,000人にとどまる。
NHK放送文化研究所の2018年の調査によれば、宗教を信仰していると答えた人口は36%であった。組織宗教の自覚的信者であることを自認する日本人が比較的少数派にとどまる一方で、日本人が仏教や神道、あるいはキリスト教といった、複数宗教の行事に参加することは珍しいことではない。阿満利麿は、日本人の宗教観は「ご先祖を大切にする気持ちや村の鎮守にたいする敬虔な心」に基づく「自然宗教」であると論じる。また、岡本亮輔は、教えの体系を信者が受容して自らの行動規範とするというキリスト教的宗教モデルは現代日本の宗教を考えるうえで不適当であり、これらは信仰よりも実践や所属によって特徴づけられるものであると論じている。

### 教育
1947年の教育基本法にもとづき、小学校（6年）・中学校（3年）の計9年間が義務教育の期間と定められている。OECDにより2022年に実施された、義務教育終了後の15歳の児童を対象とする生徒の学習到達度調査（PISA）によれば、日本は数学的リテラシーで5位、読解力で3位、科学的リテラシーで2位であった。ほとんどの児童はその後3年制の高等学校に進学する。日本のGDPに占める教育支出の割合は4.0%（2024年）で、これはOECD平均の4.9%よりやや少ない。
2021年時点で、日本の25歳から64歳の人口のうち55.6%が高等教育を受けており、これは世界3位である。25歳から34歳までの人口のうち、およそ65%がなんらかの高等教育の学位を、34.2%が学士号を有している。学士号の取得率は、OECD諸国では韓国の次に高い。

### 健康・医療・福祉

日本の社会的支出（兆円）。緑は医療、赤は年金、紫はその他。2020年以降は予測値。

2017年度の平均寿命は、男性81.09歳、女性87.26歳である。女性は世界で2番目、男性は3番目の順位である。健康寿命では、男性72.14歳、女性74.79歳。終戦直後まで結核などの感染症が多かったが、2018年現在では、1位が悪性新生物（癌）、2位が心疾患、3位が老衰と、生活習慣病を中心とする慢性疾患が主である。また、自殺率はOECDの中では第7位であり、OECD平均と比べ未だ高い数値であるため明らかに要注意であるとOECDは勧告している。
GDPに占める医療支出の比率は7.8%、政府負担比率は81.3%で、一人当たりのGDPが20,000ドル以上の国々の中における標準的な水準である。公費負担率はOECD平均より1割ほど上回っている。医療従事者の人数は、2016年統計では医師が人口1000人あたり2.5であり、一方で看護師は人口1000人あたり11.8であった。一方で病床数では供給過剰が指摘されており、人口あたりの病床数は世界1位でOECD平均の2倍以上、また患者の平均入院日数もOECD各国中で1位であった。
日本は国民皆保険制度を敷いており、国民全員が国民健康保険や被用者保険などに加入する。医療費の自己負担率は原則として3割である。また、20歳から60歳の国民は国民年金を納める必要があり、公的年金制度を通して老齢・障害・死亡などによる稼働所得の減少を補填する。少子高齢化の進展と社会保障の範囲の拡大にともない、これらの制度には運用上の困難が生まれている。

## 文化
日本文化は有形のものに関しても、無形のものに関しても、豊かな文化的蓄積を有する。現代日本文化はかなり同質性をもち、米山俊直はその淵源を近世におよそ250年間続いた鎖国体制と、近代日本が国民国家を形成するためにおこなった諸政策に求めている。一方で、日本文化は海外からの影響も強く受けている。たとえば、仏教・儒教・道教といった精神文化や、漢字といった、国内の多くの文化要素は大陸部の先進文明によるものであるし、16世紀以降のキリスト教文化の流入や、近代以降に本格化した西欧文明の摂取、あるいは戦後のアメリカ化などもその延長線上にあるものとして理解することができる。また、多彩な地域性や社会的階層の存在なども、日本文化の多面的な発展に影響を与えてきた。また、佐々木利和の論じるように、日本列島においては日本文化のほかにも、アイヌ語を母語とするアイヌ文化および琉球語を母語とする琉球文化も存在しており、これらは相互に影響をあたえることもありながら、それぞれ独特の文化形態をつくりあげた。

### 被服

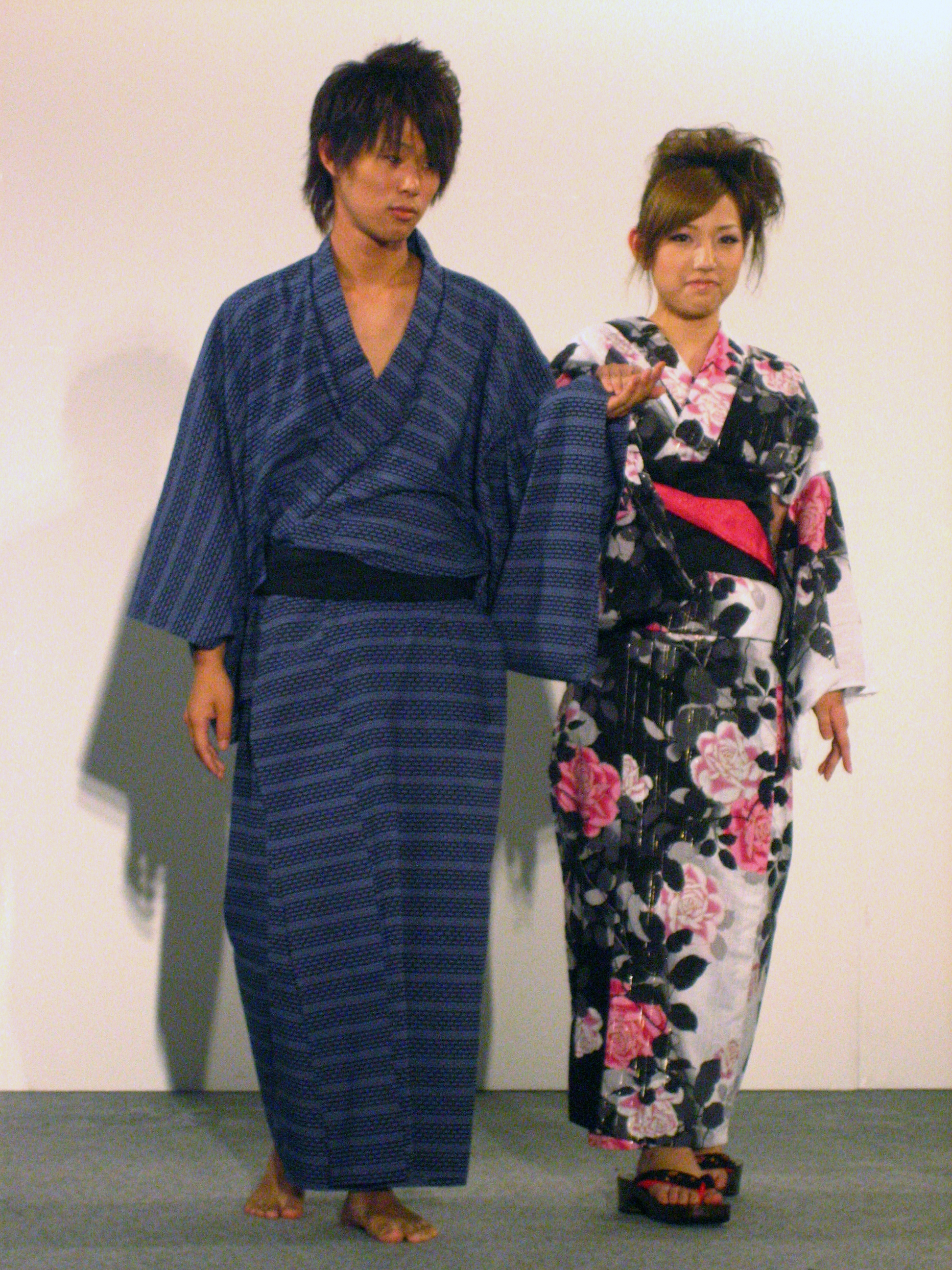
浴衣

洋服が日常の衣服としては一般的だが和服の一つである浴衣は私服の一種であり若者にも人気がある。
主に和装する場面としては、祭、行事、儀式が行われるときや、茶道、華道、俳句、武道などの習い事をするときなどがある。

### 美術・工芸・建築
弥生時代以降、日本美術は大陸文化をはじめとする外来文化を積極的に吸収しながら発展した。辻惟雄は、日本美術に通底する特色として、先に挙げた「模倣と創造の密接不離な関係」のほか、対象への情趣的な感情移入によるエモーショナルで温かみのある表現、工芸との境界領域の不明瞭さ、制作動機や表現における遊戯的性格を挙げつつ、こうした特色の他方にあるリアリズムの伝統も存在すると述べている。
日本列島では縄文時代より、独自の造形を有する土器や土偶があらわれた。弥生時代には、のちの日本美術の基本的傾向である「平明で単純化された形態」が志向されるようになり、古墳時代には大陸からの技術伝来を背景に須恵器や金銅製の武具・馬具が、飛鳥時代には仏教伝来により仏具・荘厳具が盛んにつくられるようになった。6世紀末からは、仏教の浸透にともない日本美術は急速に展開し、飛鳥時代・奈良時代に導入された技術を背景として、平安時代には国風文化が確立した。この時代には唐代の建築様式が日本的に発展し、和様建築がうまれた。
鎌倉時代・室町時代には南都諸大寺の復興と禅宗の伝来により仏教芸術が新たな展開を見せた。鎌倉時代には大仏様・禅宗様といった新たな建築様式が導入されたほか、武家の台頭により金工・漆工の技術を動員した華麗な武具があらわれた。また、瀬戸焼をはじめとする施釉の陶磁器も盛んにつくられるようになった。室町時代には禅宗文化を背景としてシンプルな機能美が追求されるようになった。一方で、平安時代以来の王朝美術も潜在しつづけ、安土桃山時代には華やかな城郭建築と静寂な草庵風茶室といった、豪華さと侘びという、一見相反するような様式が両立した。江戸時代には美術の担い手は権力者から庶民にうつり、浮世絵や南画などが繁栄した。江戸時代より洋風画が描かれはじめるようになり、明治時代には本格的な洋画家があらわれる。これにともない日本画の近代化も進み、ふたつの様式がおたがいに影響し合うことで日本の近代美術はかたちづくられた。また、幕末以降は様式建築も移入され、特に戦後には国内の建築家によってモダニズム建築・ポストモダニズム建築などが独自の発展を遂げた。

### 伝統芸能
日本の芸能の歴史は呪能に端を発するものであり、これらは6世紀から7世紀頃にかけての大和朝廷により、神楽として芸能化された。また、同時期には大陸文化である伎楽がもたらされた。これは大宝元年（701年）の雅楽寮設置を経て雅楽として制度化され、平安時代には管絃・舞楽が宮廷や大寺の儀式に欠かせないものとなった。また、宮廷の饗宴の余興などとして演じられた散楽は民間に流布し、猿楽となった。室町時代、猿楽は世阿弥などにより能として昇華させられ、以後能および狂言は幕府の式楽として命脈を保つこととなった。その間、民間では遊行芸能者による白拍子・曲舞・幸若舞、僧侶による延年、あるいは若い男女による風流踊などが流行し、うち風流踊は歌舞伎踊に変容し、近世に歌舞伎として演劇化した。また、江戸時代初期には旧来の人形回しが三味線を伴奏に用いるようになり、人形浄瑠璃がうまれた。同時期には御伽衆の話芸をまとめた笑話集が刊行されるようになり、これは笑話を高座で演じる落語に発展した。

### 食文化

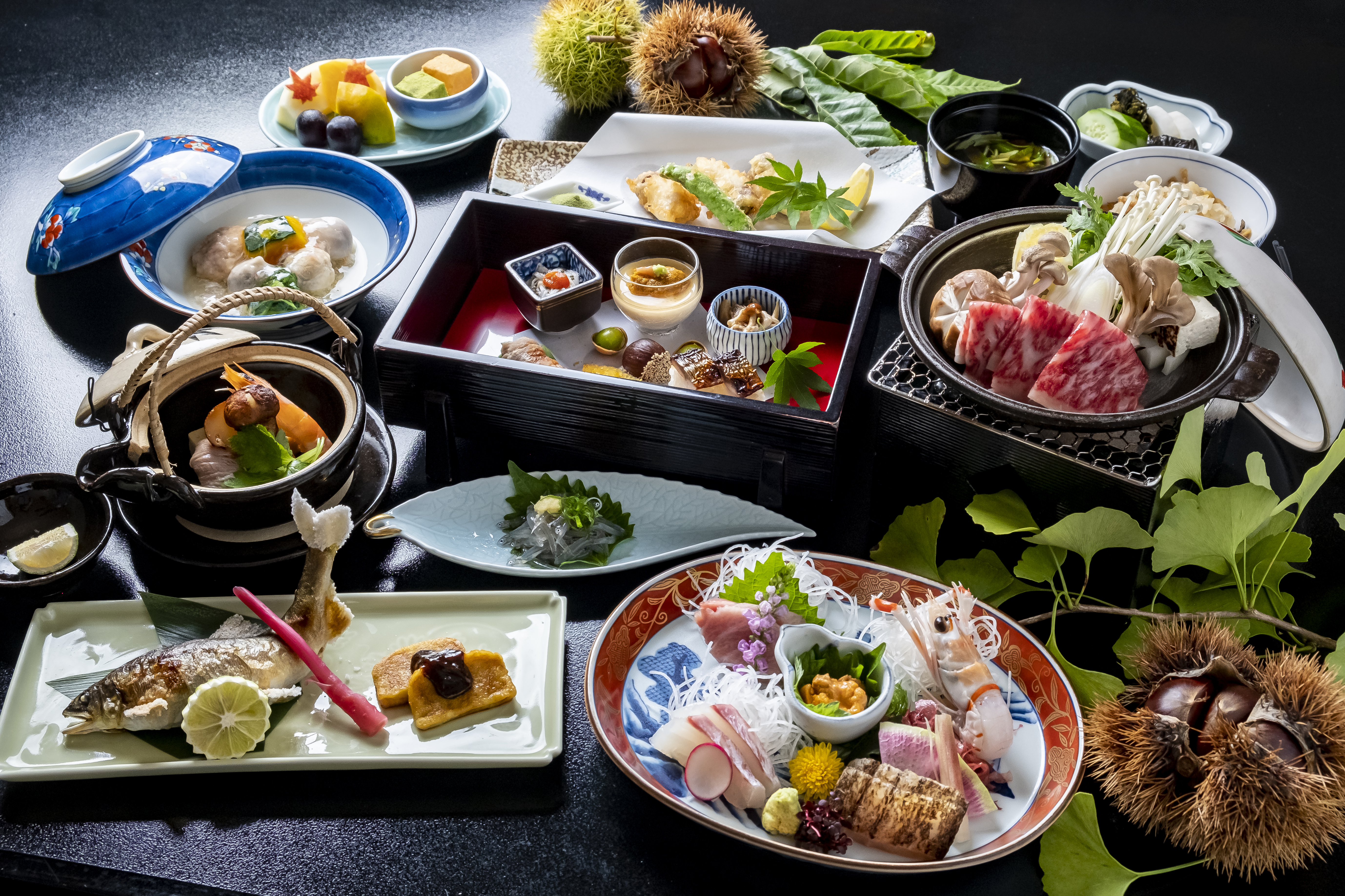
日本料理の一例

日本の国土は大部分が温帯に属し、南北に長く、海洋に囲まれているため、四季がはっきりしており降水量も多い。そのため、魚介類や海藻、野菜や山菜、果物など様々な食品が自然の恵みとして得られる。また、稲作の導入、仏教や鉄砲の伝来、鎖国や文明開化、第二次世界大戦などを経て、様々な異なる食文化の影響を取捨選択した独自の食文化が成り立っている。日本の伝統的な食文化である和食はユネスコの無形文化遺産に登録された。特徴的なのは刺身や生卵など生食が見られ、新鮮さや衛生安全性がかなえられている。現在の日本では貿易や情報通信などの発展に伴い、伝統的な日本の食文化だけでなく、世界中の食品や料理、風習などを伴う食文化に接することができる。
四季があり降水量が多いため、食材としては米を含む穀物、野菜や山菜などの種類が豊富である。また暖流と寒流が交わる海洋に囲まれているため、魚介類や海藻などの種類も豊富である。これらの食品は、多く採れかつ味の良くなる旬を大事にする形で利用されてきた。一方で、ウシやニワトリなどの肉食が禁止されたことがあることなどの影響から、食肉や乳製品はあまり普及しなかった。現在では食肉や乳製品も一般的に利用されており、また小麦や大豆など輸入が多い食品もある。また、食品の貯蔵や調理に用いた縄文土器や、食器に用いる漆器や陶磁器、調理に用いる包丁など、様々な道具が用いられてきた。
一汁三菜など飯を中心としたメニュー、献立が多い。また様々な食品と豊富な水を利用した「だし」によるうま味も特徴として挙げられる。味付けの多くは、鰹出汁、昆布出汁、醤油、砂糖、塩、穀物酢、みりん、味噌、菜種油で構成される。日本料理の代表として刺身、天ぷら、豚カツ、蕎麦、寿司、すき焼き、和菓子などがある。伝統的な食事は、比較的に栄養バランスに優れ低カロリーという特徴がある。一方で昔では凶作や戦争、貧困などによる栄養失調や生活習慣病もあった。
食事の際の挨拶や、食器を手に持つことが許され、音をたてて食事をすることに寛容など、独自の作法がある。

### 文学・思想

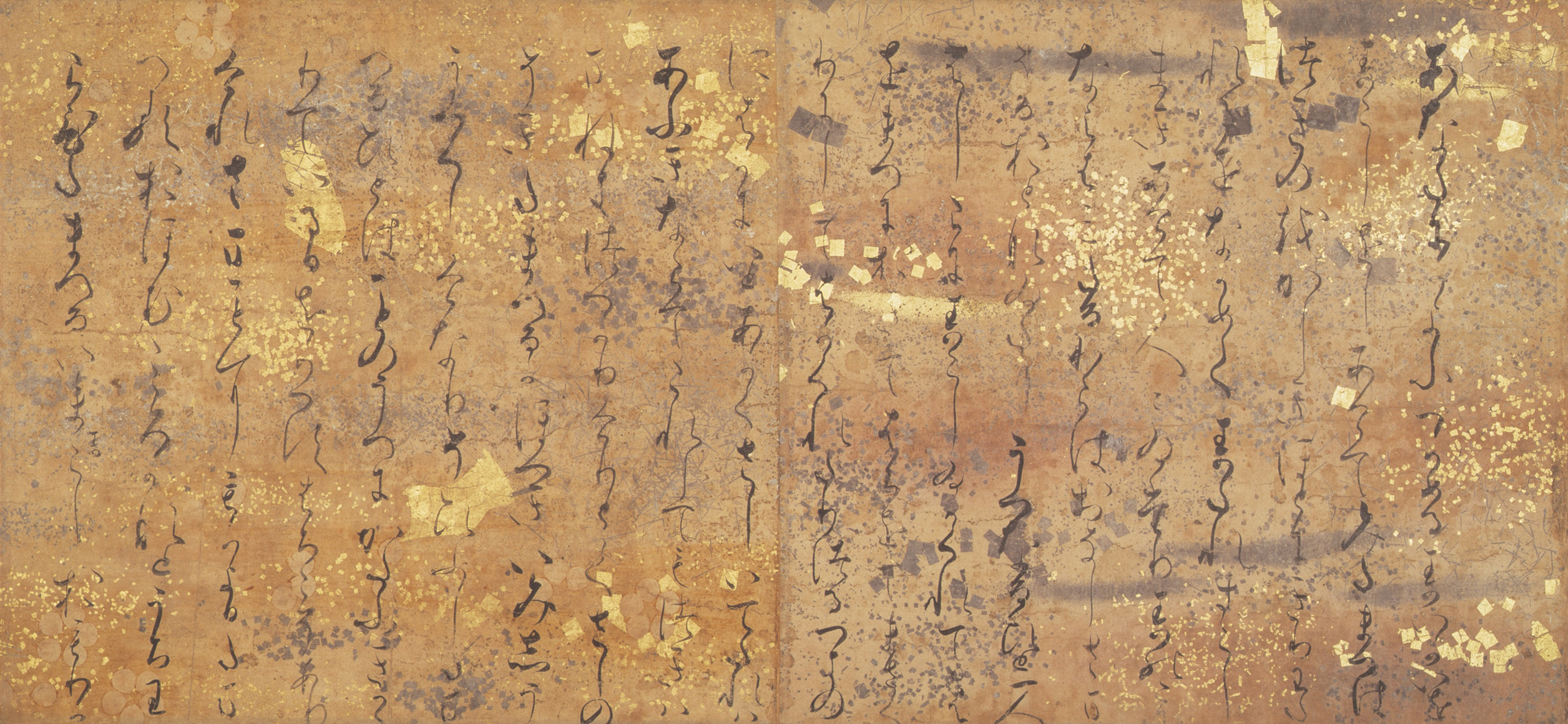
『源氏物語絵巻』橋姫詞書（12世紀）

漢字は、5世紀以後より日本語の表記体系として用いられるようになった。律令制下には口頭文芸に端を発する『万葉集』のような和歌集が編まれたほか、『古事記』『日本書紀』『風土記』などが編纂されている。儒教・仏教はこの時代に政治体制の一部として組み入れられた。平安時代には『凌雲集』のような勅撰漢詩集が編まれたほか、仮名文字の普及にともない、以前の万葉和歌とは異質の、貴族文学としての体裁を有する『古今和歌集』といった和歌集がつくられた。また、物語や日記文学といった散文文学も発達していき、紫式部の『源氏物語』のような長編文学も生まれた。また、この時代には密教が導入され、国家鎮護を願う顕教とともに両輪を担った。末法思想の膾炙にともない浄土教が発展したほか、神道の神を仏教の諸仏の現れ方のひとつとする本地垂迹思想がうまれた。
鎌倉時代には『新古今和歌集』が編まれたほか、武家政権の成立を背景に『平家物語』といった軍記物語がうまれた。また、仏教では浄土宗・浄土真宗・時宗・日蓮宗といった新宗派がうまれたほか、臨済宗・曹洞宗といった禅宗が導入された。中世後期の室町時代には連歌があらわれたほか、庶民文学である御伽草子もうまれた。神道では、神を中心として儒・仏・道の諸思想を習合する吉田神道がうまれ、近世にはほとんどの神職がその影響下に入った。近世には町人文化が台頭し、上方では井原西鶴などにより浮世草子が書かれたほか、江戸でも洒落本・滑稽本・人情本・読本・草双紙のような多彩な庶民文学がうまれた。幕藩体制の思想的基盤としては朱子学が採用された一方、陽明学派や古学派などはこれを批判した。日本古代を研究することにより日本独自の精神性を見出そうとする国学は、江戸時代中期ごろより発展した。
明治以降には欧米文化の影響を受け、坪内逍遥・二葉亭四迷・森鷗外らによって言文一致の近代文学が確立された。明治末から大正にかけては自然主義が一世を風靡し、白樺派や耽美派がそれに対抗した。また、昭和前期にはプロレタリア文学や新感覚派が、戦後には無頼派や戦後派が登場した。1968年には川端康成が、1994年には大江健三郎がノーベル文学賞を受賞した。

### マスメディア

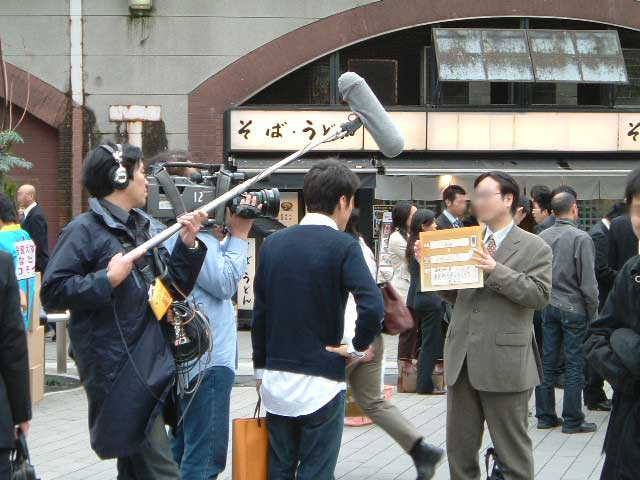
街頭インタビューの様子（2008年）

新聞は、日本のマスメディアにおける中心的な地位を有している。全国紙の発行部数は数百万部から1000万部近くにのぼり、これは全世界の新聞の中でも多い。日本では、朝日新聞・毎日新聞・読売新聞・日本経済新聞・産経新聞の5紙が全国紙と呼称されている。また、地方紙は各道府県内で寡占的な地位を占めている。新聞は過当競争の防止を目的とした特殊指定の適用を受けているが、公正取引委員会は「新聞業における特定の不公正な取引方法」としてその見直しを求めていて、業界団体である日本新聞協会と対立している。なお、新聞は消費税の軽減税率適用対象となっている。また、テレビの影響力も大きく、NHK放送文化研究所の国民生活時間調査によると、2020年の国民全体のテレビ視聴率は79%であった。公共の電波を使用するテレビ放送・ラジオ放送については、放送法・電波法の定めにより、総務省が発行する放送事業者免許が必要である。放送法第4条では中立な内容の放送が義務付けられているが、2018年には同条の撤廃も検討されている。総務省所掌の公共放送である日本放送協会（NHK）の予算は、放送法第70条の定めにより、国会の承認を必要とする。
日本独特の慣習として記者クラブ制度があり、加盟しているマスメディアのみが政府や行政機関などの記者会見を独占し、情報を受けるメリットを享受している。記者クラブが開催している会見は、加盟マスコミ以外を排除しており、報道の自由を侵害しているとフリージャーナリストや外国メディアなどからの批判が多い。
2020年の『世界報道自由度ランキング』では、調査対象国180か国中第66位とされ、各国を5段階に分けた分類では上から3番目の『顕著な問題のある国』にカテゴライズされている。一方で、「フリーダム・ハウス」の『Freedom of the Press 2017』においては、199カ国中48位で、報道の自由が確保されている（free）国と判定されている。この他にインターネット上の自由度に関する報告書の『Freedom on the Net 2019』において日本は65カ国中11位に位置づけられ、インターネット上の自由が確保されている国と判定されており、『Freedom in the World 2020』において日本の全般的な自由度は100点満点中96点と評定され、アジアで最も自由な国として位置づけられている。

### コンテンツ産業
日本における映画興行の歴史は1896年にはじまり、翌年より日本映画の制作がはじまった。2023年現在、日本の映画興行収入は年間2214億8200万円であり、うち66.9%が邦画によるものである。日本の映画興行収入は、北米と中国に次ぐ世界第3位の規模となっている。2022年現在、日本映画から5作品がアカデミー国際長編映画賞（および名誉賞）を受賞している。
現代につながる日本の漫画は明治時代にポンチ絵の延長線上にあるものとしてはじまり、大正時代にはある程度の表現手法が確立した。また、同時期には国産アニメの制作もはじまった。これらのアニメ・漫画産業は特に戦後以降に大きく発展した。また、1970年代には国内でアーケードゲームが流通しはじめ、続いて国産家庭用ゲームもあらわれた。2022年現在、日本のコンテンツ市場規模は12兆4418億円、海外におけるコンテンツ売上市場規模は4兆7000億円である。

### 音楽
IFPIの『GLOBAL MUSIC REPORT 2024』によれば、日本の音楽市場はアメリカに次ぎ、世界で2番目に大きい。戦後日本のポピュラー音楽は主にアメリカ音楽の影響を受けて発展し、ジャズ・ロック・フォークソング・ヒップホップなどが生産された。また、同様にアメリカ音楽のスタイルを摂取しつつも、国内で独自に発展したジャンルとして歌謡曲やJ-POPといったものがある。日本レコード協会による2019年度音楽メディアユーザー実態調査によれば、「よく聞く音楽」として、全体の64.2%が日本のポップス・ロック・ダンスミュージック、34.5%が海外のポップス・ロック・ダンスミュージック、18.4%がアニメ・声優・ゲーム・ネット・ボカロ系音楽、17.5%がクラシック、15.9%がアイドルミュージック、12.4%がジャズ、9.7%が演歌・歌謡曲を挙げた。

### スポーツ

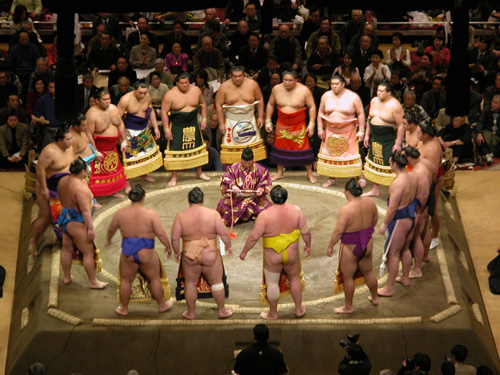
相撲の土俵入り（2005年）

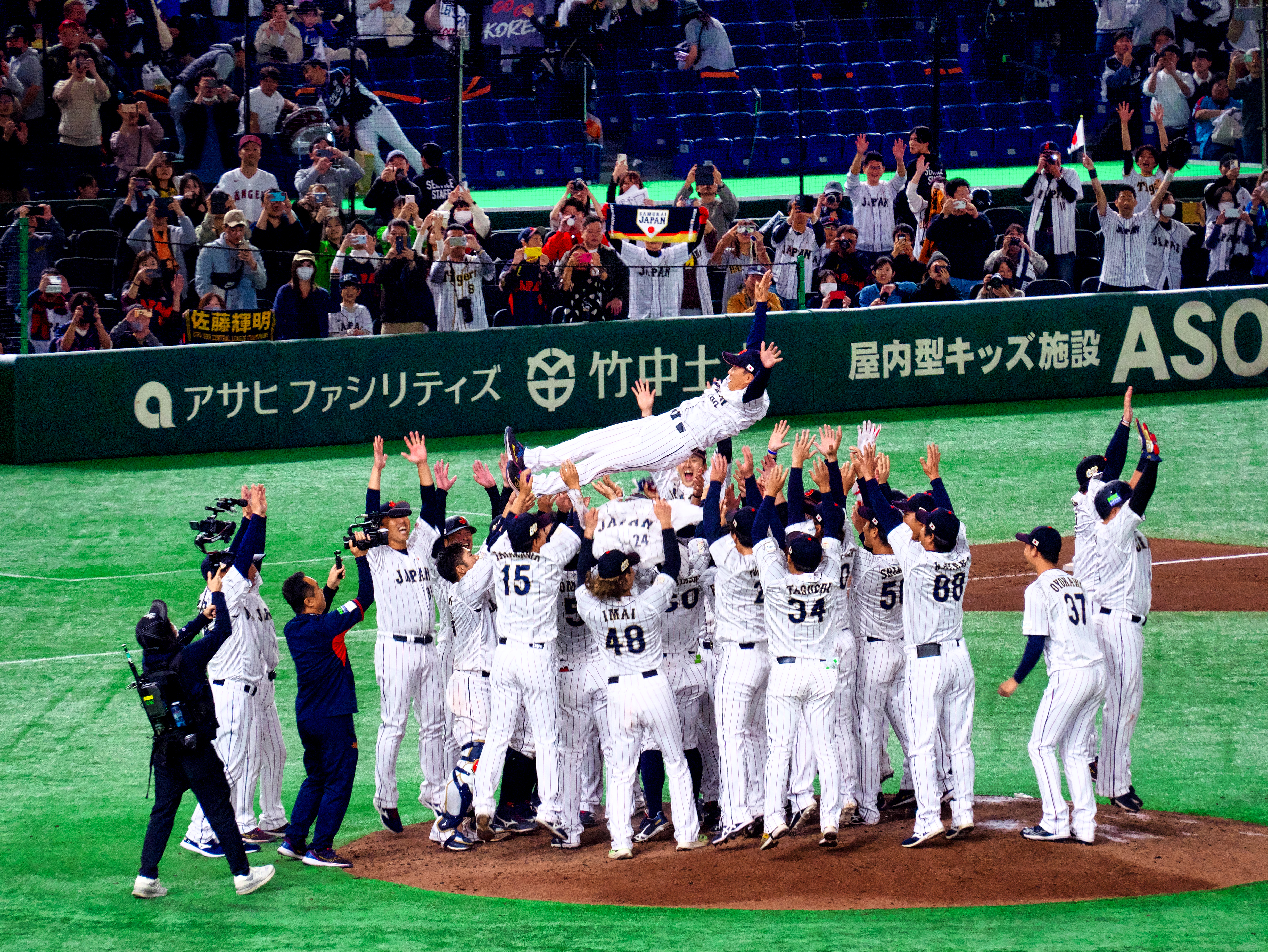
野球日本代表

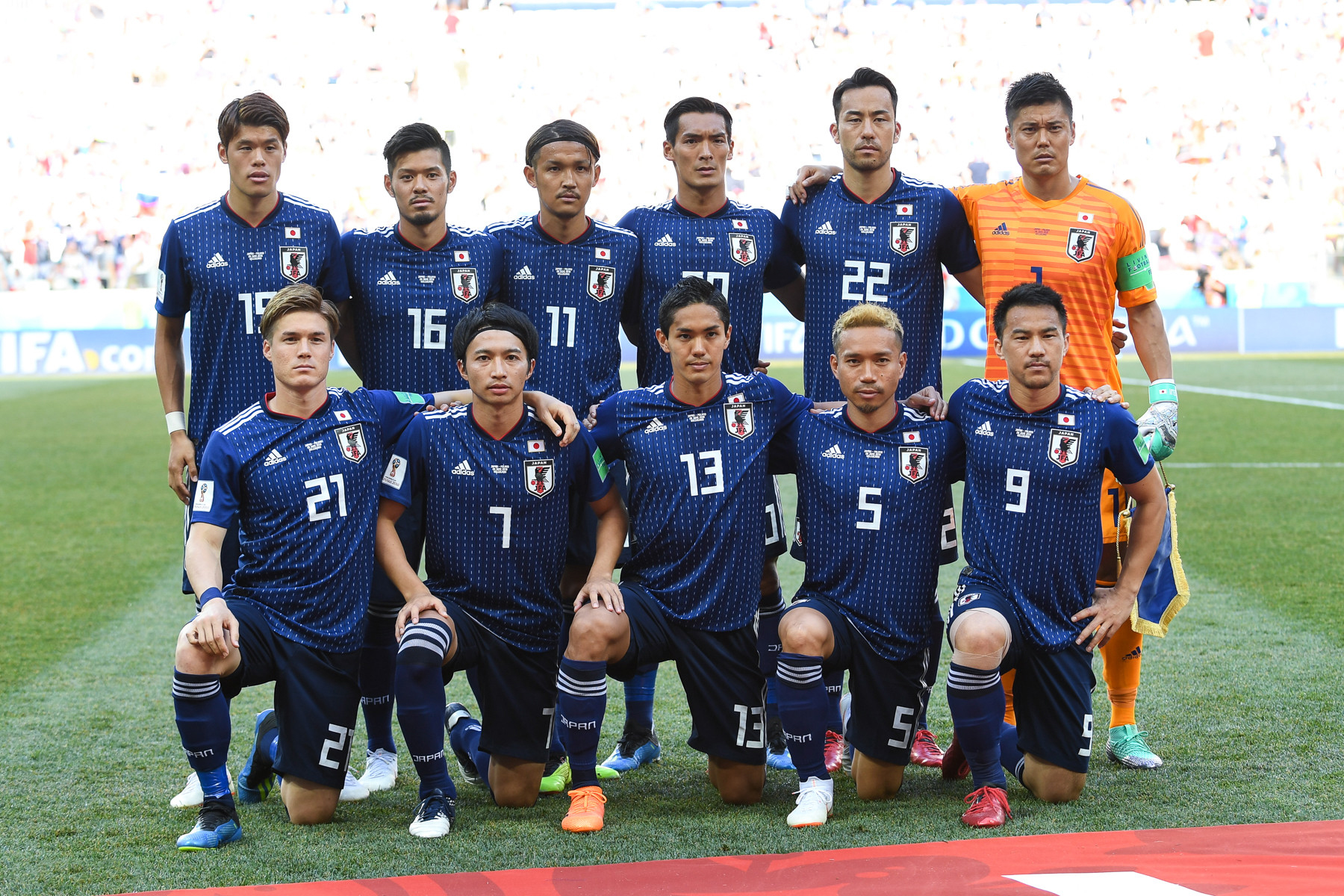
サッカー日本代表

相撲が日本の国技とされている。また、柔道や剣道といった武道は、日本の高校教育課程の一部に含まれている。野球は、国内で最も人気のあるスポーツであり、笹川スポーツ財団の2022年の調査によれば国民の8.7%が直接、46.0%がテレビでプロ野球を観戦していた。プロ野球を統括する日本野球機構（NPB）は1936年に設立された。1992年の日本プロサッカーリーグ（Jリーグ）設立以来、サッカーも人気を博しており、2002 FIFAワールドカップは日本・韓国の共催であった。日本はAFCアジアカップで4回優勝しているほか、2011 FIFA女子ワールドカップでも優勝している。また、アジアでもっともラグビーユニオンが盛んな国でもあり、ラグビーワールドカップ2019を主催した。
日本は1964年東京オリンピック・1972年札幌オリンピック・1998年長野オリンピック・2020年東京オリンピックの開催国となっている。また、2006年バスケットボール世界選手権および、2023年FIBAバスケットボール・ワールドカップ（共催）の開催国でもあった。バレーボール女子世界選手権は国内で5回開催されており、これは世界最多である。
総合格闘技やボクシングなどの格闘技も見られ、日本はキックボクシングやK-1の発祥国である。

### 観光
政府は観光立国を推進するため観光立国推進基本法を施行した。
国内には人気の観光地や娯楽・レジャー施設などがあり、具体例として海外でも人気の忍者を体験できる文化的なスポットがある。

#### 世界遺産・文化財・国宝
日本の文化において特に価値ある文化財については、有形文化財・無形文化財・民俗文化財などとして、国家による指定・選定・登録がなされている。有形文化財のうち、特に重要なものについては国宝に指定される。2024年現在、国内には21の世界文化遺産が存在する。

### 祝祭日
| 日付          | 日本語表記   | 備考                                                    |
| ------------- | ------------ | ------------------------------------------------------- |
| 1月1日        | 元日         |                                                         |
| 1月第2月曜日  | 成人の日     | 移動祝日                                                |
| 2月11日       | 建国記念の日 |                                                         |
| 2月23日       | 天皇誕生日   |                                                         |
| 3月21日前後   | 春分の日     | 移動祝日（黄道上で太陽が黄経0度・春分点を通過する日）   |
| 4月29日       | 昭和の日     | 旧：みどりの日（ - 2006年）                             |
| 5月3日        | 憲法記念日   |                                                         |
| 5月4日        | みどりの日   | 旧：国民の休日（ - 2006年）                             |
| 5月5日        | こどもの日   |                                                         |
| 7月第3月曜日  | 海の日       | 移動祝日                                                |
| 8月11日       | 山の日       | 2014年（平成26年）制定、2016年（平成28年）に施行        |
| 9月第3月曜日  | 敬老の日     | 移動祝日                                                |
| 9月23日前後   | 秋分の日     | 移動祝日（黄道上で太陽が黄経180度・秋分点を通過する日） |
| 10月第2月曜日 | スポーツの日 | 移動祝日                                                |
| 11月3日       | 文化の日     |                                                         |
| 11月23日      | 勤労感謝の日 |                                                         |